# Lista de canções gravadas por The Beach Boys
The Beach Boys é uma banda de rock americana formada em 1961 em Hawthorne, Califórnia. Desde a sua formação, o grupo gravou centenas de canções como um grupo. Esta lista não inclui canções lançadas separadamente pelos membros individuais. Os vocais principais dos membros oficiais do grupo (Brian Wilson, Dennis Wilson, Carl Wilson, Mike Love, Al Jardine, David Marks, Bruce Johnston, Blondie Chaplin e Ricky Fataar) são listados apenas pelo primeiro nome. Os vocais principais convidados mostram nomes completos. O grupo também gravou várias canções que permanecem inéditas.

## Gravações de estúdio
| Canção                                                  | Escritor(a)                                                                 | Gravada | Álbum estreia                                                           | Duração                                             | Produtor                         | Voz principal | Ref. |
| ------------------------------------------------------- | --------------------------------------------------------------------------- | --- | ----------------------------------------------------------------------- | --------------------------------------------------- | -------------------------------- | ------------- | ---- |
| "409"                                                   | Brian Wilson Mike Love Gary Usher                                           | 19 de abril de 1962 | Surfin' Safari (1962) Little Deuce Coupe (1963)                         | Murry Wilson/Brian Wilson                           | Mike                             |               |      |
| "4th of July"                                           | Dennis Wilson                                                               | 3 de abril, 20 de junho, & julho de 1971                                                                                 | Good Vibrations Box Set (1993)                                          | Dennis Wilson                                       | Carl                             |               |      |
| "Add Some Music to Your Day"                            | Brian Wilson Joe Knott Mike Love                                            | 28 de outubro & dezembro 1969 Jan 1970                                                                                   | Sunflower (1970)                                                        | The Beach Boys                                      | Mike/Bruce/ Carl/Brian/Al        |               |      |
| "Airplane"                                              | Brian Wilson                                                                | Outono 1976 12 de janeiro de 1977                                                                                        | Love You (1977)                                                         | Brian Wilson                                        | Mike/Brian/Carl                  |               |      |
| "All Alone"                                             | Carli Muñoz                                                                 | 13 de junho de 1979 | Endless Harmony Soundtrack (1998)                                       | Carli Muñoz                                         | Dennis                           |               |      |
| "All Dressed Up for School"                             | Brian Wilson                                                                | 16 de setembro de 1964                                                                                                   | Little Deuce Coupe/All Summer Long (Re-Issue)                           | Brian Wilson                                        | Carl/Brian                       |               |      |
| "All I Wanna Do"                                        | Brian Wilson Mike Love                                                      | 19 de março de 1969 | Sunflower (1970)                                                        | The Beach Boys                                      | Mike/Brian                       |               |      |
| "All I Want to Do"                                      | Dennis Wilson Stephen Kalinich                                              | 21 de novembro de 1968                                                                                                   | 20/20 (1969)                                                            | The Beach Boys                                      | Mike                             |               |      |
| "All Summer Long"                                       | Brian Wilson Mike Love                                                      | 7 de maio de 1964 | All Summer Long (1964)                                                  | Brian Wilson                                        | Mike/Group                       |               |      |
| "All This Is That"                                      | Al Jardine Carl Wilson Mike Love                                            | abril de 1972 | Carl and the Passions – "So Tough" (1972)                               | Al Jardine Carl Wilson                              | Carl/Al/Mike                     |               |      |
| "Alley Oop"                                             | Dallas Frazier                                                              | 16 de setembro de 1965                                                                                                   | Beach Boys' Party! (1965)                                               | Brian Wilson                                        | Mike                             |               |      |
| "Amusement Parks U.S.A."                                | Brian Wilson Mike Love                                                      | 5 de maio de 1965 | Summer Days (And Summer Nights!!) (1965)                                | Brian Wilson                                        | Mike/Brian                       |               |      |
| "And Your Dream Comes True"                             | Brian Wilson Mike Love                                                      | 24 de maio de 1965 | Summer Days (And Summer Nights!!) (1965)                                | Brian Wilson                                        | group                            |               |      |
| "Angel Come Home"                                       | Carl Wilson Geoffrey Cushing-Murray                                         | 13, 14 de janeiro & 15 de novembro de 1978                                                                               | L.A. (Light Album) (1979)                                               | Bruce Johnston The Beach Boys James William Guercio | Dennis                           |               |      |
| "Anna Lee, the Healer"                                  | Brian Wilson Mike Love                                                      | 2 de abril de 1968 | Friends (1968)                                                          | The Beach Boys                                      | Mike                             |               |      |
| "Aren't You Glad"                                       | Brian Wilson Mike Love                                                      | novembro 1967 | Wild Honey (1967)                                                       | The Beach Boys                                      | Mike/Brian/Carl                  |               |      |
| "At My Window"                                          | Brian Wilson Al Jardine                                                     | 11 de novembro de 1969                                                                                                   | Sunflower (1970)                                                        | The Beach Boys                                      | Bruce                            |               |      |
| "Auld Lang Syne"                                        | Traditional                                                                 | 25 de junho de 1964 | The Beach Boys' Christmas Album (1964)                                  | Brian Wilson                                        | group                            |               |      |
| "Baby Blue"                                             | Dennis Wilson Gregg Jakobson Karen Lamm                                     | Desconhecido (1977?) | L.A. (Light Album) (1979)                                               | Bruce Johnston The Beach Boys James William Guercio | Carl/Dennis                      |               |      |
| "Back Home"                                             | Brian Wilson Bob Norberg                                                    | 19 de setembro75 maio de 1976                                                                                            | 15 Big Ones (1976)                                                      | Brian Wilson                                        | Brian                            |               |      |
| "The Baker Man"                                         | Brian Wilson                                                                | 7 de março de 1963 | Surfin' Safari/Surfin' U.S.A. (Re-Release)                              | Murry Wilson                                        | Brian                            |               |      |
| "Ballad of Ole' Betsy"                                  | Brian Wilson Roger Christian                                                | 2 de setembro de 1963 | Little Deuce Coupe (1963)                                               | Brian Wilson                                        | Brian                            |               |      |
| "Barbara"                                               | Dennis Wilson                                                               | Abril 1971 | Endless Harmony Soundtrack (1998)                                       | Dennis Wilson                                       | Dennis                           |               |      |
| "Barbara Ann"                                           | Fred Fassert                                                                | 23 de setembro de 1965                                                                                                   | Beach Boys' Party! (1965)                                               | Brian Wilson                                        | Brian/Dean Torrence              |               |      |
| "Barbie"                                                | Bruce Morgan                                                                | 8 de março de 1962 | Lost & Found (1961-62) (1991)                                           | Hite Morgan                                         | Brian                            |               |      |
| "Barnyard Blues"                                        | Dennis Wilson                                                               | 1974 | Made in California (2013)                                               | The Beach Boys                                      | Carl/Dennis/Ricky                |               |      |
| "Be Here in the Mornin'"                                | Brian Wilson Carl Wilson Dennis Wilson Mike Love Al Jardine                 | 29 & 31 de março de 1968                                                                                                 | Friends (1968)                                                          | The Beach Boys                                      | Al/Brian/Carl                    |               |      |
| "Be Still"                                              | Dennis Wilson Stephen Kalinich                                              | 13 de abril de 1968 | Friends (1968)                                                          | The Beach Boys                                      | Dennis                           |               |      |
| "Be True to Your School"                                | Brian Wilson Mike Love                                                      | 2 de setembro de 1963 | Little Deuce Coupe (1963)                                               | Brian Wilson                                        | Mike                             |               |      |
| "Be with Me"                                            | Dennis Wilson                                                               | 2 e 11 de novembro de 1968                                                                                               | 20/20 (1969)                                                            | The Beach Boys                                      | Dennis                           |               |      |
| "Beach Boys Stomp"                                      | Carl Wilson                                                                 | 8 de fevereiro de 1962                                                                                                   | Lost & Found (1961–62) (1991)                                           | Hite Morgan                                         | instrumental                     |               |      |
| "Beaches In Mind"                                       | Brian Wilson Mike Love Joe Thomas                                           | 2012 | That's Why God Made the Radio (2012)                                    | Brian Wilson                                        | Mike                             |               |      |
| "Bells of Christmas"                                    | Al Jardine Ron Altbach Mike Love                                            | 18 de novembro de 1977                                                                                                   | Ultimate Christmas (1998)                                               | Al Jardine                                          | Al                               |               |      |
| "Belles of Paris"                                       | Brian Wilson Mike Love Ron Altbach                                          | 18 de novembro de 1977 22 de fevereiro de 1978                                                                           | M.I.U. Album (1978)                                                     | Al Jardine Ron Altbach                              | Mike                             |               |      |
| "Better Get Back in Bed"                                | Brian Wilson                                                                | 1972 | Mount Vernon and Fairway (A Fairy Tale) (1973)                          | The Beach Boys                                      | Jack Rieley (narration)/Carl     |               |      |
| "Blue Christmas"                                        | Billy Hayes Jay W. Johnson                                                  | 18 de junho de 1964 | The Beach Boys' Christmas Album (1964)                                  | Brian Wilson                                        | Brian                            |               |      |
| "Blueberry Hill"                                        | Vincent Rose Al Lewis Larry Stock                                           | 31 de janeiro & 25 de março de 1976                                                                                      | 15 Big Ones (1976)                                                      | Brian Wilson                                        | Mike                             |               |      |
| "Bluebirds over the Mountain"                           | Ersel Hickey                                                                | 29 de setembro de 1967 16 de outubro de 1968                                                                             | 20/20 (1969)                                                            | The Beach Boys                                      | Mike/Carl/Bruce                  |               |      |
| "Boogie Woodie"                                         | Nikolai Rimsky-Korsakov Brian Wilson                                        | 16 de julho de 1963 | Surfer Girl (1963)                                                      | Brian Wilson                                        | instrumental                     |               |      |
| "Break Away"                                            | Brian Wilson Reggie Dunbar                                                  | 31 de março, 2, 10 & 23 de abril de 1969                                                                                 | Spirit Of America (1975)                                                | The Beach Boys                                      | Carl/Al/Brian/Mike               |               |      |
| "Brian's Back"                                          | Mike Love                                                                   | Desconhecido (1976?) | Endless Harmony Soundtrack (1998)                                       | Paul Fauerso                                        | Mike/Carl                        |               |      |
| "Bull Session with the 'Big Daddy'"                     | Brian Wilson Carl Wilson Dennis Wilson Mike Love Al Jardine                 | 13 de janeiro de 1965 | Today! (1965)                                                           | Brian Wilson                                        | spoken word                      |               |      |
| "Busy Doin' Nothin'"                                    | Brian Wilson                                                                | 26 de março & 11 de abril de 1968                                                                                        | Friends (1968)                                                          | The Beach Boys                                      | Brian                            |               |      |
| "Cabinessence"                                          | Brian Wilson Van Dyke Parks                                                 | 11 de outubro & 11 de dezembro de 1966 20 de novembro de 1968                                                            | 20/20 (1969)                                                            | The Beach Boys                                      | Carl/Mike                        |               |      |
| "California Calling"                                    | Al Jardine Brian Wilson                                                     | ca. junho 1984 – março 1985                                                                                              | The Beach Boys (1985)                                                   | Steve Levine                                        | Mike/Al                          |               |      |
| "California Dreamin'"                                   | John Phillips Michelle Phillips                                             | outubro 1982 & 12 de novembro de 1982                                                                                    | Made in U.S.A. (1986)                                                   | Terry Melcher                                       | Al/Carl                          |               |      |
| "California Feelin'"                                    | Brian Wilson Stephen Kalinich                                               | 1978 | Made in California (2013)                                               | Brian Wilson                                        | Brian                            |               |      |
| "California Girls"                                      | Brian Wilson Mike Love                                                      | 6 de Abril & 4 de junho de 1965                                                                                          | Summer Days (And Summer Nights!!) (1965) Still Cruisin' (1989)          | Brian Wilson                                        | Mike                             |               |      |
| "California Saga: Big Sur"                              | Mike Love                                                                   | 27 de julho de 1972 | Holland (1973)                                                          | The Beach Boys                                      | Mike                             |               |      |
| "California Saga: California"                           | Al Jardine                                                                  | 15 de agosto de 1972 | Holland (1973)                                                          | The Beach Boys                                      | Mike/Brian                       |               |      |
| "California Saga: The Beaks of Eagles"                  | Robinson Jeffers Al Jardine Lynda Jardine                                   | 15 de agosto de 1972 | Holland (1973)                                                          | The Beach Boys                                      | Mike/Al                          |               |      |
| "Can't Wait Too Long"                                   | Brian Wilson                                                                | 28 de outubro & 1 de novembro de 1967 25 de julho & 26, 1968                                                             | Good Vibrations Box Set (1993)                                          | Brian Wilson                                        | group/Brian                      |               |      |
| "Car Crazy Cutie"                                       | Brian Wilson Roger Christian                                                | 2 de setembro de 1963 | Little Deuce Coupe (1963)                                               | Brian Wilson                                        | Brian                            |               |      |
| "Carl's Big Chance"                                     | Brian Wilson Carl Wilson                                                    | 29 de abril de 1964 | All Summer Long (1964)                                                  | Brian Wilson                                        | instrumental                     |               |      |
| "Caroline, No"                                          | Brian Wilson Tony Asher                                                     | 31 de janeiro de 1966 | Pet Sounds (1966)                                                       | Brian Wilson                                        | Brian                            |               |      |
| "Cassius Love vs. Sonny Wilson"                         | Mike Love Brian Wilson                                                      | 20 de fevereiro de 1964                                                                                                  | Shut Down Volume 2 (1964)                                               | Brian Wilson                                        | spoken word                      |               |      |
| "A Casual Look"                                         | Ed Wells                                                                    | 17 & 25 de março 1976 | 15 Big Ones (1976)                                                      | Brian Wilson                                        | Mike/Al                          |               |      |
| "Catch a Wave"                                          | Brian Wilson Mike Love                                                      | 16 de julho de 1963 | Surfer Girl (1963)                                                      | Brian Wilson                                        | Mike/Brian                       |               |      |
| "Celebrate the News"                                    | Dennis Wilson Gregg Jakobson                                                | 25 de fevereiro de 1969                                                                                                  | Friends/20/20 (Re-release)                                              | The Beach Boys                                      | Dennis                           |               |      |
| "Chapel of Love"                                        | Jeff Barry Ellie Greenwich Phil Spector                                     | 17 e 25 de março de 1976                                                                                                 | 15 Big Ones (1976)                                                      | Brian Wilson                                        | Brian                            |               |      |
| "Chasin' the Sky"                                       | Randy Bishop                                                                | meados de janeiro de 1984                                                                                                | Up the Creek soundtrack                                                 | Spenser Proffer                                     | Carl                             |               |      |
| "Cherry, Cherry Coupe"                                  | Brian Wilson Roger Christian                                                | 2 de setembro de 1963 | Little Deuce Coupe (1963)                                               | Brian Wilson                                        | Mike                             |               |      |
| "Child of Winter"                                       | Brian Wilson Stephen Kalinich                                               | 18 de novembro de 1974                                                                                                   | Ultimate Christmas (1998)                                               | Brian Wilson                                        | Brian/Mike                       |               |      |
| "Christmas Day"                                         | Brian Wilson                                                                | 25 & 27 de junho de 1964                                                                                                 | The Beach Boys' Christmas Album (1964)                                  | Brian Wilson                                        | Al                               |               |      |
| "Christmas Time Is Here Again"                          | Buddy Holly Jerry Allison Norman Petty Al Jardine                           | novembro 1977 | Ultimate Christmas (1998)                                               | Al Jardine                                          | Al                               |               |      |
| "Chug-A-Lug"                                            | Brian Wilson Gary Usher Mike Love                                           | 8 de agosto de 1962 | Surfin' Safari (1962)                                                   | Nick Venet                                          | Mike                             |               |      |
| "Cindy, Oh Cindy"                                       | B. Barons B. Long                                                           | 13 de setembro de 1962                                                                                                   | Surfin' Safari/Surfin' U.S.A. (Re-Release)                              | Nick Venet                                          | Brian                            |               |      |
| "Come Go with Me"                                       | C.E. Quick                                                                  | Desconhecido (1977?) | M.I.U. Album (1978)                                                     | Al Jardine Ron Altbach                              | Al                               |               |      |
| "Cool, Cool Water"                                      | Brian Wilson Mike Love                                                      | 29 de outubro de 1967 & julho 1970                                                                                       | Sunflower (1970)                                                        | The Beach Boys                                      | Brian/Mike                       |               |      |
| "Cotton Fields (The Cotton Song)"                       | Huddie Ledbetter                                                            | 18 de novembro de 1968                                                                                                   | 20/20 (1969)                                                            | Brian Wilson Al Jardine                             | Al                               |               |      |
| "Cottonfields"                                          | Huddie Ledbetter                                                            | 15 de agosto de 1969 | single                                                                  | The Beach Boys                                      | Al                               |               |      |
| "Country Air"                                           | Brian Wilson Mike Love                                                      | 14 de novembro de 1967                                                                                                   | Wild Honey (1967)                                                       | The Beach Boys                                      | group                            |               |      |
| "County Fair"                                           | Brian Wilson Gary Usher                                                     | 6 de setembro de 1962 | Surfin' Safari (1962)                                                   | Nick Venet                                          | Mike                             |               |      |
| "Crack at Your Love"                                    | Brian Wilson Al Jardine                                                     | ca. junho 1984 – março 1985                                                                                              | The Beach Boys (1985)                                                   | Steve Levine                                        | Al/Brian                         |               |      |
| "Crocodile Rock"                                        | Elton John Bernie Taupin                                                    | 1991? | Two Rooms: Celebrating the Songs of Elton John and Bernie Taupin (1991) | Gus Dudgeon                                         | Al/Carl                          |               |      |
| "Cuckoo Clock"                                          | Brian Wilson Gary Usher                                                     | 6 de setembro de 1962 | Surfin' Safari (1962)                                                   | Nick Venet                                          | Brian                            |               |      |
| "Cuddle Up"                                             | Dennis Wilson Daryl Dragon                                                  | 9 de abril de 1972 | Carl and the Passions – "So Tough" (1972)                               | Dennis Wilson Daryl Dragon                          | Dennis                           |               |      |
| "Custom Machine"                                        | Brian Wilson Mike Love                                                      | 2 de setembro de 1963 | Little Deuce Coupe (1963)                                               | Brian Wilson                                        | Mike                             |               |      |
| "Da Doo Ron Ron"                                        | Phil Spector Jeff Barry Ellie Greenwich                                     | 1979 | Made in California (2013)                                               | Bruce Johnston                                      | Carl                             |               |      |
| "Dance, Dance, Dance"                                   | Brian Wilson Carl Wilson Mike Love                                          | 9 de outubro de 1964 | Today! (1965)                                                           | Brian Wilson                                        | Mike/Brian                       |               |      |
| "Darlin'"                                               | Brian Wilson Mike Love                                                      | 27 de outubro de 1967 | Wild Honey (1967)                                                       | The Beach Boys                                      | Carl                             |               |      |
| "Daybreak Over The Ocean"                               | Mike Love                                                                   | Abril e junho de 2012 | That's Why God Made the Radio (2012)                                    | Brian Wilson                                        | Mike                             |               |      |
| "A Day in the Life of a Tree"                           | Brian Wilson Jack Rieley                                                    | Abril, junho, & 26 de julho de 1971                                                                                      | Surf's Up (1971)                                                        | The Beach Boys                                      | Jack Rieley/Van Dyke Parks/Al    |               |      |
| "Deirdre"                                               | Bruce Johnston Brian Wilson                                                 | 21 de fevereiro de 1969                                                                                                  | Sunflower (1970)                                                        | The Beach Boys                                      | Bruce                            |               |      |
| "Denny's Drums"                                         | Dennis Wilson                                                               | 7 de janeiro de 1964 | Shut Down Volume 2 (1964)                                               | Brian Wilson                                        | instrumental                     |               |      |
| "Devoted to You"                                        | Boudleaux Bryant                                                            | 16 de setembro de 1965                                                                                                   | Beach Boys' Party! (1965)                                               | Brian Wilson                                        | Mike/Brian                       |               |      |
| "Diamond Head"                                          | Al Vescovo Lyle Ritz Jim Ackley Brian Wilson                                | 12 de abril de 1968 | Friends (1968)                                                          | The Beach Boys                                      | instrumental                     |               |      |
| "Ding Dang"                                             | Brian Wilson Roger McGuinn                                                  | Outono 1973 | Love You (1977)                                                         | Brian Wilson                                        | Mike/Carl                        |               |      |
| "Disney Girls"                                          | Bruce Johnston                                                              | 3 de junho de 1971 | Surf's Up (1971)                                                        | The Beach Boys                                      | Bruce                            |               |      |
| "Do It Again"                                           | Brian Wilson Mike Love                                                      | 26 de maio & 6 de junho de 1968                                                                                          | 20/20 (1969)                                                            | The Beach Boys                                      | Mike/Carl                        |               |      |
| "Do You Like Worms"                                     | Brian Wilson Van Dyke Parks                                                 | 18 de outubro & 21 de dezembro de 1966                                                                                   | Good Vibrations Box Set (1993)                                          | Brian Wilson                                        | Brian                            |               |      |
| "Do You Remember?"                                      | Brian Wilson Mike Love                                                      | 6 & 18 de maio de 1964                                                                                                   | All Summer Long (1964)                                                  | Brian Wilson                                        | Mike/Brian                       |               |      |
| "Do You Wanna Dance?"                                   | Bobby Freeman                                                               | 11 de janeiro de 1965 | Today! (1965)                                                           | Brian Wilson                                        | Dennis                           |               |      |
| "Don't Back Down"                                       | Brian Wilson Mike Love                                                      | 29 de abril de 1964 | All Summer Long (1964)                                                  | Brian Wilson                                        | Mike/Brian                       |               |      |
| "Don't Go Near the Water"                               | Mike Love Al Jardine                                                        | 3 de Abril & 30 de julho de 1971                                                                                         | Surf's Up (1971)                                                        | The Beach Boys                                      | Mike/Al                          |               |      |
| "Don't Hurt My Little Sister"                           | Brian Wilson Mike Love                                                      | 22 de junho de 1964 | Today! (1965)                                                           | Brian Wilson                                        | Mike/Brian                       |               |      |
| "Don't Talk (Put Your Head on My Shoulder)"             | Brian Wilson Tony Asher                                                     | 3 de abril de 1966 | Pet Sounds (1966)                                                       | Brian Wilson                                        | Brian                            |               |      |
| "Don’t Worry Baby"                                      | Brian Wilson Roger Christian                                                | 7 de janeiro de 1964 | Shut Down Volume 2 (1964)                                               | Brian Wilson                                        | Brian                            |               |      |
| "Drive-In"                                              | Brian Wilson Mike Love                                                      | 18 de outubro de 1963 29 de abril de 1964                                                                                | All Summer Long (1964)                                                  | Brian Wilson                                        | Mike                             |               |      |
| "East Meets West"                                       | Bob Gaudio/Bob Crewe                                                        | 24 de dezembro de 1983                                                                                                   | single (1984)                                                           | Bob Gaudio                                          | Mike/Al/Carl/Frankie Valli/Brian |               |      |
| "Endless Harmony"                                       | Bruce Johnston                                                              | 1, 2, 6, 11, 13, 15 & 30 de novembro 14 & 20 de dezembro de 1979                                                         | Keepin' the Summer Alive (1980)                                         | Bruce Johnston                                      | Bruce/Carl                       |               |      |
| "Everyone's in Love with You"                           | Mike Love                                                                   | Setembro 1975 Abril 1976                                                                                                 | 15 Big Ones (1976)                                                      | Brian Wilson                                        | Mike                             |               |      |
| Fall Breaks and Back to Winter (W. Woodpecker Symphony) | Brian Wilson                                                                | 29 de junho de 1967 | Smiley Smile (1967)                                                     | The Beach Boys                                      | instrumental                     |               |      |
| "Farmer's Daughter"                                     | Brian Wilson Mike Love                                                      | 5 & 31 de janeiro de 1963                                                                                                | Surfin' U.S.A. (1963)                                                   | Nick Venet                                          | Brian                            |               |      |
| "Feel Flows"                                            | Carl Wilson Jack Rieley                                                     | 29 de julho de 1971 | Surf's Up (1971)                                                        | The Beach Boys                                      | Carl                             |               |      |
| "Finders Keepers"                                       | Brian Wilson Mike Love                                                      | 12 de fevereiro de 1963                                                                                                  | Surfin' U.S.A. (1963)                                                   | Nick Venet                                          | Mike/Brian                       |               |      |
| "Forever"                                               | Dennis Wilson Gregg Jakobson                                                | 9 de janeiro & 17 de março de 1969                                                                                       | Sunflower (1970)                                                        | The Beach Boys                                      | Dennis                           |               |      |
| "Forever"                                               | Dennis Wilson Gregg Jakobson                                                | ca. Outono 1991 – Primavera 1992                                                                                         | Summer in Paradise (1992)                                               | Terry Melcher                                       | John Stamos                      |               |      |
| "Friends"                                               | Brian Wilson Carl Wilson Dennis Wilson Al Jardine                           | 13 de março de 1968 | Friends (1968)                                                          | The Beach Boys                                      | Carl                             |               |      |
| "From There To Back Again"                              | Brian Wilson Joe Thomas                                                     | 2012 | That's Why God Made the Radio (2012)                                    | Brian Wilson                                        | Al/Brian                         |               |      |
| "Frosty the Snowman"                                    | Steve Nelson Jack Rollins                                                   | 24 de junho de 1964 | The Beach Boys' Christmas Album (1964)                                  | Brian Wilson                                        | Brian                            |               |      |
| "Full Sail"                                             | Carl Wilson Geoffrey Cushing-Murray                                         | 18 de setembro, 13 de novembro & 27 de novembro de 1978                                                                  | L.A. (Light Album) (1979)                                               | The Beach Boys James William Guercio                | Carl                             |               |      |
| "Fun, Fun, Fun"                                         | Brian Wilson Mike Love                                                      | 1, 8, & 9 de janeiro de 1964                                                                                             | Shut Down Volume 2 (1964)                                               | Brian Wilson                                        | Mike                             |               |      |
| "Funky Pretty"                                          | Brian Wilson Mike Love Jack Rieley                                          | 21 de janeiro, 3 de junho – 22 de junho, 28 de junho – 2 de agosto de 1972                                               | Holland (1973)                                                          | The Beach Boys                                      | Carl/Al/Blondie Ricky/Mike       |               |      |
| "Games Two Can Play"                                    | Brian Wilson                                                                | 20 de outubro de 1969 | Good Vibrations Box Set (1993)                                          | Brian Wilson                                        | Brian                            |               |      |
| "Getcha Back"                                           | Mike Love Terry Melcher                                                     | ca. junho 1984 – março 1985                                                                                              | The Beach Boys (1985)                                                   | Steve Levine                                        | Mike                             |               |      |
| "Gettin' Hungry"                                        | Brian Wilson Mike Love                                                      | 14 de julho de 1967 | Smiley Smile (1967)                                                     | The Beach Boys                                      | Mike/Brian                       |               |      |
| "Girl Don't Tell Me"                                    | Brian Wilson                                                                | 30 de abril de 1965 | Summer Days (And Summer Nights!!) (1965)                                | Brian Wilson                                        | Carl                             |               |      |
| "The Girl from New York City"                           | Brian Wilson Mike Love                                                      | 24 de maio de 1965 | Summer Days (And Summer Nights!!) (1965)                                | Brian Wilson                                        | Mike                             |               |      |
| "Girls on the Beach"                                    | Brian Wilson                                                                | 10 de Abril & 19 de maio de 1964                                                                                         | All Summer Long (1964)                                                  | Brian Wilson                                        | Brian/Dennis                     |               |      |
| "God Only Knows"                                        | Brian Wilson Tony Asher                                                     | 10 de março & 11 de abril de 1966                                                                                        | Pet Sounds (1966)                                                       | Brian Wilson                                        | Carl                             |               |      |
| "Goin' On"                                              | Brian Wilson Mike Love                                                      | 20, 21, 26 de novembro & 10 de dezembro de 1979 3, 4, 22 de janeiro, 4 & 14 de fevereiro de 1980                         | Keepin' the Summer Alive (1980)                                         | Bruce Johnston                                      | Mike/Carl                        |               |      |
| "Goin' South"                                           | Carl Wilson Geoffrey Cushing-Murray                                         | 18 de setembro, 2 de outubro 2 & 18 de dezembro de 1978                                                                  | L.A. (Light Album) (1979)                                               | The Beach Boys James William Guercio                | Carl                             |               |      |
| "Goin' To The Beach"                                    | Mike Love                                                                   | 1979 | Made in California (2013)                                               | Bruce Johnston                                      | Mike                             |               |      |
| "Good Time"                                             | Brian Wilson Al Jardine                                                     | 7 de janeiro de 1970 | Love You (1977)                                                         | Brian Wilson                                        | Brian                            |               |      |
| "Good Timin'"                                           | Brian Wilson Carl Wilson                                                    | 4 de novembro de 1974 | L.A. (Light Album) (1979)                                               | The Beach Boys James William Guercio                | Carl                             |               |      |
| "Good to My Baby"                                       | Brian Wilson Mike Love                                                      | 13 de janeiro de 1965 | Today! (1965)                                                           | Brian Wilson                                        | Brian/Mike                       |               |      |
| "Good Vibrations"                                       | Brian Wilson Mike Love                                                      | 17 de fevereiro, 4 & 24 de maio, 2 & 12 de junho, 1, 12, & 21 de setembro de 1966                                        | Smiley Smile (1967)                                                     | The Beach Boys                                      | Carl/Mike/Brian                  |               |      |
| "Got to Know the Woman"                                 | Dennis Wilson                                                               | 13 & 14 de fevereiro de 1969                                                                                             | Sunflower (1970)                                                        | The Beach Boys                                      | Dennis                           |               |      |
| "Graduation Day"                                        | Joe Sherman Noel Sherman                                                    | 5 de maio de 1965 | Today!/Summer Days (And Summer Nights!!) (Re-Release)                   | Brian Wilson                                        | group                            |               |      |
| "Guess I'm Dumb"                                        | Brian Wilson Russ Titelman                                                  | 1965 | Made in California (2013)                                               | Brian Wilson                                        | instrumental                     |               |      |
| "Had to Phone Ya"                                       | Brian Wilson Mike Love Diane Rovell                                         | 30 de março de 1976 | 15 Big Ones (1976)                                                      | Brian Wilson                                        | Mike/Al/Dennis/Carl/Brian        |               |      |
| "Hang On to Your Ego"                                   | Brian Wilson Terry Sachen                                                   | 24 de janeiro de 1966 | Pet Sounds (Re-Release)                                                 | Brian Wilson                                        | Brian                            |               |      |
| "Happy Endings"                                         | Bruce Johnston Terry Melcher                                                | 1987? | Non-LP single, song from the Motion Picture The Telephone (1987)        | Terry Melcher                                       | Little Richard/Carl/Mike/Al      |               |      |
| "Hawaii"                                                | Brian Wilson Mike Love                                                      | 16 de julho de 1963 | Surfer Girl (1963)                                                      | Brian Wilson                                        | Mike/Brian                       |               |      |
| "He Come Down"                                          | Brian Wilson Al Jardine Mike Love                                           | dezembro 1971 18 de abril de 1972                                                                                        | Carl and the Passions – "So Tough" (1972)                               | The Beach Boys                                      | Mike/Blondie/Al/Carl             |               |      |
| "Heads You Win - Tails I Lose"                          | Brian Wilson Gary Usher                                                     | 6 de setembro de 1962 | Surfin' Safari (1962)                                                   | Nick Venet                                          | Mike                             |               |      |
| "H. E. L. P. Is on the Way"                             | Brian Wilson                                                                | agosto-outubro 1969 17 de agosto de 1970                                                                                 | Good Vibrations Box Set (1993)                                          | Brian Wilson                                        | Mike                             |               |      |
| "Help Me, Rhonda"                                       | Brian Wilson Mike Love                                                      | 24 de fevereiro de 1965 4 & 21 de março de 1965                                                                          | Summer Days (And Summer Nights!!) (1965)                                | Brian Wilson                                        | Al                               |               |      |
| "Help Me, Ronda"                                        | Brian Wilson Mike Love                                                      | 8 de janeiro de 1965 | Today! (1965)                                                           | Brian Wilson                                        | Al                               |               |      |
| "Here Comes the Night"                                  | Brian Wilson Mike Love                                                      | 26 de outubro de 1967 | Wild Honey (1967)                                                       | The Beach Boys                                      | Brian                            |               |      |
| "Here Comes the Night"                                  | Brian Wilson Mike Love                                                      | 12 de outubro & 16 10 de novembro 7, 18–20, 22–23, & 27–29 de dezembro de 1978 4 de janeiro de 1979                      | L.A. (Light Album) (1979)                                               | Bruce Johnston Curt Becher                          | Carl/Al                          |               |      |
| "Here She Comes"                                        | Ricky Fataar Blondie Chaplin                                                | 4–10 de dezembro de 1971 3–13 de abril de 1972                                                                           | Carl and the Passions – "So Tough" (1972)                               | The Beach Boys                                      | Ricky/Blondie                    |               |      |
| "Here Today"                                            | Brian Wilson Tony Asher                                                     | 10 de março de 1966 | Pet Sounds (1966)                                                       | Brian Wilson                                        | Mike                             |               |      |
| "Heroes and Villains"                                   | Brian Wilson Van Dyke Parks                                                 | 12–14 de junho de 1967                                                                                                   | Smiley Smile (1967)                                                     | The Beach Boys                                      | Brian/Al                         |               |      |
| "Hey, Little Tomboy"                                    | Brian Wilson                                                                | Outono 1976 | M.I.U. Album (1978)                                                     | Al Jardine Ron Altbach                              | Mike/Brian/Carl                  |               |      |
| "Hold On Dear Brother"                                  | Ricky Fataar Blondie Chaplin                                                | 12 de abril de 1972 | Carl and the Passions – "So Tough" (1972)                               | The Beach Boys                                      | Blondie                          |               |      |
| "Honkin' Down the Highway"                              | Brian Wilson                                                                | 13 de outubro de 1976 | Love You (1977)                                                         | Brian Wilson                                        | Al                               |               |      |
| "Honky Tonk"                                            | Bill Doggett Billy Butler Clifford Scott Shep Shepherd                      | 11 de fevereiro de 1963                                                                                                  | Surfin' U.S.A. (1963)                                                   | Nick Venet                                          | instrumental                     |               |      |
| "Hot Fun in the Summertime"                             | Sylvester Stewart                                                           | ca. Outono 1991 – Primavera 1992                                                                                         | Summer in Paradise (1992)                                               | Terry Melcher                                       | Mike/Carl                        |               |      |
| "How She Boogalooed It"                                 | Mike Love Bruce Johnston Al Jardine Carl Wilson                             | 15 de novembro de 1967                                                                                                   | Wild Honey (1967)                                                       | The Beach Boys                                      | Carl                             |               |      |
| "Hully Gully"                                           | Fred Sledge Smith Cliff Goldsmith                                           | 8 de setembro de 1965 | Beach Boys' Party! (1965)                                               | Brian Wilson                                        | Mike                             |               |      |
| "Hushabye"                                              | Doc Pomus Mort Shuman                                                       | 29 de abril de 1964 | All Summer Long (1964)                                                  | Brian Wilson                                        | Brian/Mike                       |               |      |
| "I Can Hear Music"                                      | Jeff Barry Ellie Greenwich Phil Spector                                     | 1 de outubro de 1968 | 20/20 (1969)                                                            | The Beach Boys                                      | Carl                             |               |      |
| "I Do"                                                  | Brian Wilson                                                                | 6 de novembro de 1963 | Surfer Girl/Shut Down Volume 2 (Re-Release)                             | Brian Wilson                                        | Mike/Brian                       |               |      |
| "I Do Love You"                                         | Stevie Wonder                                                               | ca. junho 1984 – março 1985                                                                                              | The Beach Boys (1985)                                                   | Steve Levine                                        | Carl/Al                          |               |      |
| "I Get Around"                                          | Brian Wilson Mike Love                                                      | 2 & 10 de abril de 1964                                                                                                  | All Summer Long (1964) Still Cruisin' (1989)                            | Brian Wilson                                        | Brian/Mike                       |               |      |
| "I Just Got My Pay"                                     | Brian Wilson                                                                | 5 de janeiro de 1970 | Good Vibrations Box Set (1993)                                          | Brian Wilson                                        | Mike/Bruce                       |               |      |
| "I Just Wasn't Made for These Times"                    | Brian Wilson Tony Asher                                                     | 14 de fevereiro, 10 de março, & 13 de abril de 1966                                                                      | Pet Sounds (1966)                                                       | Brian Wilson                                        | Brian                            |               |      |
| "I Know There's an Answer"                              | Brian Wilson Terry Sachen Mike Love                                         | 9 de fevereiro & março de 1966                                                                                           | Pet Sounds (1966)                                                       | Brian Wilson                                        | Mike/Al/Brian                    |               |      |
| "I Love To Say Da-Da"                                   | Brian Wilson                                                                | 16–18 de maio de 1967 | Good Vibrations Box Set (1993)                                          | Brian Wilson                                        | Mike                             |               |      |
| "(I Saw Santa) Rockin' Around the Christmas Tree"       | Brian Wilson Al Jardine                                                     | novembro 1977 | Ultimate Christmas (1998)                                               | Brian Wilson Al Jardine                             | Al/Matt Jardine/Adam Jardine     |               |      |
| "I Should Have Known Better"                            | John Lennon Paul McCartney                                                  | 14 de setembro de 1965                                                                                                   | Beach Boys' Party! (1965)                                               | Brian Wilson                                        | Carl/Al                          |               |      |
| "I Wanna Pick You Up"                                   | Brian Wilson                                                                | 13 de outubro de 1976 | Love You (1977)                                                         | Brian Wilson                                        | Dennis/Brian                     |               |      |
| "I Was Made to Love Her"                                | Henry Cosby Sylvia Moy Lula Mae Hardaway Stevie Wonder                      | 28 de outubro de 1967 | Wild Honey (1967)                                                       | The Beach Boys                                      | Carl                             |               |      |
| "I Went to Sleep"                                       | Brian Wilson Carl Wilson                                                    | 4 de junho & 18 de novembro de 1968                                                                                      | 20/20 (1969)                                                            | The Beach Boys                                      | Brian/Carl                       |               |      |
| "I'd Love Just Once to See You"                         | Brian Wilson Mike Love                                                      | 13 de novembro de 1967                                                                                                   | Wild Honey (1967)                                                       | The Beach Boys                                      | Brian                            |               |      |
| "I'll Be Home for Christmas"                            | Kim Gannon Walter Kent Buck Ram                                             | 30 de junho de 1964 | The Beach Boys' Christmas Album (1964)                                  | Brian Wilson                                        | Brian                            |               |      |
| "I'll Bet He's Nice"                                    | Brian Wilson                                                                | outubro–novembro de 1976                                                                                                 | Love You (1977)                                                         | Brian Wilson                                        | Dennis/Brian/Carl                |               |      |
| "I'm Bugged at My Ol' Man"                              | Brian Wilson                                                                | 24 de maio de 1965 | Summer Days (And Summer Nights!!) (1965)                                | Brian Wilson                                        | Brian                            |               |      |
| "I'm So Lonely"                                         | Brian Wilson Eugene Landy                                                   | ca. junho 1984 – março 1985                                                                                              | The Beach Boys (1985)                                                   | Steve Levine                                        | Brian/Carl                       |               |      |
| "I'm So Young"                                          | William H. Tyrus Jr.                                                        | 18 de janeiro de 1965 | Today! (1965)                                                           | Brian Wilson                                        | Brian                            |               |      |
| "I'm the Pied Piper"                                    | Brian Wilson Carl Wilson                                                    | 1972 | Mount Vernon and Fairway (A Fairy Tale) (1973)                          | The Beach Boys                                      | Jack Rieley (narration)/Brian    |               |      |
| "I'm the Pied Piper (instrumental)"                     | Brian Wilson Carl Wilson                                                    | 1972 | Mount Vernon and Fairway (A Fairy Tale) (1973)                          | The Beach Boys                                      | Jack Rieley (narration)          |               |      |
| "I'm Waiting for the Day"                               | Brian Wilson Mike Love                                                      | 6 de março de 1966 | Pet Sounds (1966)                                                       | Brian Wilson                                        | Brian                            |               |      |
| "In My Car"                                             | Brian Wilson Eugene Landy Alexandra Morgan                                  | 17 & 18 de junho de 1989                                                                                                 | Still Cruisin' (1989)                                                   | Brian Wilson Eugene Landy                           | Brian/Carl/Al                    |               |      |
| "In My Room"                                            | Brian Wilson Gary Usher                                                     | 16 de julho de 1963 | Surfer Girl (1963)                                                      | Brian Wilson                                        | Brian                            |               |      |
| "In the Back of My Mind"                                | Brian Wilson Mike Love                                                      | 13 de janeiro de 1965 | Today! (1965)                                                           | Brian Wilson                                        | Dennis                           |               |      |
| "In the Parkin' Lot"                                    | Brian Wilson Roger Christian                                                | 7 de janeiro de 1964 | Shut Down Volume 2 (1964)                                               | Brian Wilson                                        | Mike                             |               |      |
| "In the Still of the Night"                             | F. Parris                                                                   | 11 de março de 1976 | 15 Big Ones (1976)                                                      | Brian Wilson                                        | Dennis                           |               |      |
| "Island Fever"                                          | Mike Love Terry Melcher                                                     | ca. Outono 1991 – Primavera 1992                                                                                         | Summer in Paradise (1992)                                               | Terry Melcher                                       | Mike/Carl                        |               |      |
| "Island Girl"                                           | Al Jardine                                                                  | ca. 1987–1989 | Still Cruisin' (1989)                                                   | Al Jardine                                          | Carl/Al/Mike                     |               |      |
| "Isn't It Time"                                         | Brian Wilson Mike Love Joe Thomas Jim Peterik Larry Millas                  | 2011 – 2012 | That's Why God Made the Radio                                           | Brian Wilson                                        | Brian/Mike/Al/Bruce              |               |      |
| "It's a Beautiful Day"                                  | Mike Love Al Jardine                                                        | 15 & 17 de junho de 1979                                                                                                 | Ten Years of Harmony (1981)                                             | Bruce Johnston                                      | Carl/Al/Mike                     |               |      |
| "It's About Time"                                       | Dennis Wilson Carl Wilson Bob Burchman Al Jardine                           | 19700700</spanjulho de 1970                                                                                              | Sunflower (1970)                                                        | The Beach Boys                                      | Carl                             |               |      |
| "It's Gettin' Late"                                     | Carl Wilson Myrna Smith Robert White Johnson                                | ca. junho 1984 – março 1985                                                                                              | The Beach Boys (1985)                                                   | Steve Levine                                        | Carl                             |               |      |
| "It's Just a Matter of Time"                            | Brian Wilson Eugene Landy                                                   | ca. junho 1984 – março 1985                                                                                              | The Beach Boys (1985)                                                   | Steve Levine                                        | Brian/Mike                       |               |      |
| "It's OK"                                               | Brian Wilson Mike Love                                                      | cedo 1976 | 15 Big Ones (1976)                                                      | Brian Wilson                                        | Mike                             |               |      |
| "It's Over Now"                                         | Brian Wilson                                                                | 25 de abril & 11 de março de 1977                                                                                        | Good Vibrations Box Set (1993)                                          | Brian Wilson                                        | Carl/Brian/Marilyn               |               |      |
| "Johnny Carson"                                         | Brian Wilson                                                                | 10 de novembro de 1976                                                                                                   | Love You (1977)                                                         | Brian Wilson                                        | Mike/Carl                        |               |      |
| "Judy"                                                  | Brian Wilson                                                                | 8 de fevereiro de 1962                                                                                                   | Lost & Found (1961–62) (1991)                                           | Hite Morgan                                         | Mike/Brian                       |               |      |
| "Just Once in My Life"                                  | Gerry Goffin Carole King Phil Spector                                       | 16 de março de 1976 | 15 Big Ones (1976)                                                      | Brian Wilson                                        | Carl/Brian                       |               |      |
| "Keep an Eye on Summer"                                 | Brian Wilson Bob Norman                                                     | 19 de fevereiro de 1964                                                                                                  | Shut Down Volume 2 (1964)                                               | Brian Wilson                                        | Brian/Mike                       |               |      |
| "Keepin' the Summer Alive"                              | Carl Wilson Randy Bachman                                                   | 27–29 de agosto 30 & 31 de outubro 2, 6, & 13 de novembro 3–5 de dezembro de 1979 28 de janeiro & 5 de fevereiro de 1980 | Keepin' the Summer Alive (1980)                                         | Bruce Johnston                                      | Carl                             |               |      |
| "Kiss Me, Baby"                                         | Brian Wilson Mike Love                                                      | 16 de dezembro de 1964                                                                                                   | Today! (1965)                                                           | Brian Wilson                                        | Mike/Brian                       |               |      |
| "Kokomo"                                                | Mike Love Scott McKenzie Terry Melcher John Phillips                        | 22 de março, 5 & 6 de abril de 1988                                                                                      | Still Cruisin' (1989)                                                   | Terry Melcher                                       | Mike/Carl                        |               |      |
| "Kona Coast"                                            | Al Jardine Mike Love                                                        | 18 de novembro de 1977                                                                                                   | M.I.U. Album (1978)                                                     | Al Jardine Ron Altbach                              | Mike/Al                          |               |      |
| "Lady"                                                  | Dennis Wilson                                                               | 1970 | Made in California (2013)                                               | Dennis Wilson                                       | Carl/Dennis                      |               |      |
| Lady Liberty                                            | Al Jardine Ron Altbach                                                      | Desconhecido (1986?) | single only                                                             | Desconhecido                                        | Al/Carl                          |               |      |
| "Lady Lynda"                                            | Al Jardine Ron Altbach                                                      | 19 de setembro, outubro 11 & 16, & novembro 27, 1978                                                                     | L.A. (Light Album) (1979)                                               | The Beach Boys James William Guercio                | Al                               |               |      |
| "Lahaina Aloha"                                         | Mike Love Terry Melcher                                                     | ca. Outono 1991 – Primavera 1992                                                                                         | Summer in Paradise (1992)                                               | Terry Melcher                                       | Mike/Carl                        |               |      |
| "Lana"                                                  | Brian Wilson                                                                | 5 & 31 de janeiro de 1963                                                                                                | Surfin' U.S.A. (1963)                                                   | Nick Venet                                          | Brian                            |               |      |
| "Land Ahoy"                                             | Brian Wilson                                                                | 5 de setembro de 1962 | Rarities (1983) Surfin' Safari'/Surfin' U.S.A. (Re-Release)             | Nick Venet                                          | Mike                             |               |      |
| "Lavender"                                              | Dorinda Morgan                                                              | 3 de outubro de 1961 | Lost & Found (1961–62) (1991)                                           | Hite Morgan                                         | group                            |               |      |
| "Leaving This Town"                                     | Ricky Fataar Blondie Chaplin Carl Wilson Mike Love                          | 31 de julho de 1972 | Holland (1973)                                                          | The Beach Boys                                      | Blondie                          |               |      |
| "Let Him Run Wild"                                      | Brian Wilson Mike Love                                                      | 30 de março de 1965 | Summer Days (And Summer Nights!!) (1965)                                | Brian Wilson                                        | Brian                            |               |      |
| "Let the Wind Blow"                                     | Brian Wilson Mike Love                                                      | novembro 1967 | Wild Honey (1967)                                                       | The Beach Boys                                      | Mike/Brian/Carl                  |               |      |
| "Let Us Go on This Way"                                 | Brian Wilson Mike Love                                                      | 27 de outubro de 1976 | Love You (1977)                                                         | Brian Wilson                                        | Carl/Mike                        |               |      |
| "Let's Go Away For Awhile"                              | Brian Wilson                                                                | 18 de janeiro de 1966 | Pet Sounds (1966)                                                       | Brian Wilson                                        | instrumental                     |               |      |
| "Let's Go Trippin'"                                     | Dick Dale                                                                   | 11 de fevereiro de 1963                                                                                                  | Surfin' U.S.A. (1963)                                                   | Nick Venet                                          | instrumental                     |               |      |
| "Let's Put Our Hearts Together"                         | Brian Wilson                                                                | Outono 1976 | Love You (1977)                                                         | Brian Wilson                                        | Brian/Marilyn Wilson             |               |      |
| "The Letter"                                            | Wayne Carson                                                                | 11 de setembro de 1967                                                                                                   | Rarities (1983)                                                         | Brian Wilson                                        | Brian                            |               |      |
| "Little Bird"                                           | Dennis Wilson Stephen Kalinich                                              | 29 de fevereiro de 1968                                                                                                  | Friends (1968)                                                          | The Beach Boys                                      | Dennis                           |               |      |
| "Little Deuce Coupe"                                    | Brian Wilson Roger Christian                                                | 12 de junho de 1963 | Surfer Girl (1963) Little Deuce Coupe (1963)                            | Brian Wilson                                        | Mike                             |               |      |
| "The Little Girl I Once Knew"                           | Brian Wilson                                                                | 13 de outubro de 1965 | The Best of The Beach Boys Vol. 3 (1968)                                | Brian Wilson                                        | Brian/Al/Carl                    |               |      |
| "Little Girl (You're My Miss America)"                  | Vincent Catalano Herb Alpert                                                | 5 de setembro de 1962 | Surfin' Safari (1962)                                                   | Nick Venet                                          | Dennis                           |               |      |
| "Little Honda"                                          | Brian Wilson Mike Love                                                      | 10 de abril de 1964 | All Summer Long (1964)                                                  | Brian Wilson                                        | Mike                             |               |      |
| "Little Pad"                                            | Brian Wilson                                                                | 28 de junho de 1967 | Smiley Smile (1967)                                                     | The Beach Boys                                      | Brian/Carl/Mike                  |               |      |
| "Little Saint Nick"                                     | Brian Wilson Mike Love                                                      | 18 & 20 de outubro de 1963                                                                                               | The Beach Boys' Christmas Album (1964)                                  | Brian Wilson                                        | Mike                             |               |      |
| "Little Surfer Girl"                                    | Brian Wilson                                                                | c. 1962–1963 | Good Vibrations Box Set (1993)                                          | Brian Wilson                                        | Brian                            |               |      |
| "Livin' with a Heartache"                               | Carl Wilson Randy Bachman                                                   | 27–29 de agosto, novembro–dezembro, 1979 Janeiro–Fevereiro de 1980                                                       | Keepin' the Summer Alive (1980)                                         | Bruce Johnston                                      | Carl                             |               |      |
| "Lonely Days"                                           | Desconhecido                                                                | 28 de outubro de 1967 | Hawthorne, CA (2001)                                                    | The Beach Boys                                      | Carl/Bruce/Al                    |               |      |
| "Lonely Sea"                                            | Brian Wilson Gary Usher                                                     | 19 de abril de 1962 | Surfin' U.S.A. (1963)                                                   | Nick Venet                                          | Brian                            |               |      |
| "Long Promised Road"                                    | Carl Wilson Jack Rieley                                                     | 3 de abril de 1971 | Surf's Up (1971)                                                        | The Beach Boys                                      | Carl                             |               |      |
| "Lookin' at Tomorrow (A Welfare Song)"                  | Al Jardine Gary Winfrey                                                     | 14 de agosto de 1970 | Surf's Up (1971)                                                        | The Beach Boys                                      | Al                               |               |      |
| "Loop De Loop (Flip Flop Flyin' In An Aeroplane)"       | Brian Wilson Carl Wilson Al Jardine                                         | 5, 6, 8, & 11 de março de 1969 3 & 4 de julho de 1998                                                                    | Endless Harmony Soundtrack (1998)                                       | Al Jardine                                          | Al/Mike                          |               |      |
| "The Lord's Prayer"                                     | Albert Hay Malotte                                                          | 20 de outubro de 1963 | Rarities (1983)                                                         | Brian Wilson                                        | group                            |               |      |
| "Louie, Louie"                                          | Richard Berry                                                               | 20 de fevereiro de 1964                                                                                                  | Shut Down Volume 2 (1964)                                               | Brian Wilson                                        | Carl/Mike                        |               |      |
| "Love Is a Woman"                                       | Brian Wilson                                                                | 28 de outubro de 1976 | Love You (1977)                                                         | Brian Wilson                                        | Mike/Brian/Al                    |               |      |
| "Love Surrounds Me"                                     | Dennis Wilson Geoffrey Cushing-Murray                                       | Desconhecido (1977?) | L.A. (Light Album) (1979)                                               | The Beach Boys James William Guercio                | Dennis                           |               |      |
| "Luau"                                                  | Bruce Morgan                                                                | 3 de outubro de 1961 | Lost & Found (1961–62) (1991)                                           | Hite Morgan                                         | Mike/Dennis/Brian                |               |      |
| "Magic Transistor Radio"                                | Brian Wilson                                                                | 1972 | Mount Vernon and Fairway (A Fairy Tale) (1973)                          | The Beach Boys                                      | Jack Rieley (narration)/Brian    |               |      |
| "Make It Big"                                           | Mike Love Bob House Terry Melcher                                           | 9 de março de 1989 | Still Cruisin' (1989)                                                   | Terry Melcher                                       | Carl/Mike/Al/Brian               |               |      |
| "Make It Good"                                          | Dennis Wilson Daryl Dragon                                                  | 9 & 18 de abril de 1972                                                                                                  | Carl and the Passions – "So Tough" (1972)                               | Dennis Wilson Daryl Dragon                          | Dennis                           |               |      |
| "Male Ego"                                              | Brian Wilson Mike Love Eugene Landy                                         | ca. junho 1984 – março 1985                                                                                              | The Beach Boys (1985)                                                   | Steve Levine                                        | Brian/Mike                       |               |      |
| "Mama Says"                                             | Brian Wilson Mike Love                                                      | novembro 1967 | Wild Honey (1967)                                                       | The Beach Boys                                      | group                            |               |      |
| "The Man with All the Toys"                             | Brian Wilson Mike Love                                                      | 25 de junho de 1964 | The Beach Boys' Christmas Album (1964)                                  | Brian Wilson                                        | Brian/Mike                       |               |      |
| "Marcella"                                              | Brian Wilson Tandyn Almer Jack Rieley                                       | 17 de fevereiro de 1972                                                                                                  | Carl and the Passions – "So Tough" (1972)                               | The Beach Boys                                      | Carl/Mike                        |               |      |
| "Match Point of Our Love"                               | Brian Wilson Mike Love                                                      | 8, 18 de novembro & 2 de dezembro de 1977                                                                                | M.I.U. Album (1978)                                                     | Ron Altbach                                         | Brian                            |               |      |
| "Maybe I Don't Know"                                    | Carl Wilson Myrna Smith Steve Levine Julian Lindsay                         | ca. junho 1984 – março 1985                                                                                              | The Beach Boys (1985)                                                   | Steve Levine                                        | Carl                             |               |      |
| "Meant for You"                                         | Brian Wilson Mike Love                                                      | 1 de abril de 1968 | Friends (1968)                                                          | The Beach Boys                                      | Mike                             |               |      |
| "Melekalikimaka"                                        | Al Jardine Mike Love                                                        | 18 de novembro de 1977                                                                                                   | Ultimate Christmas (1998)                                               | Al Jardine                                          | Mike/Al                          |               |      |
| "Merry Christmas, Baby"                                 | Brian Wilson                                                                | 30 de junho de 1964 | The Beach Boys' Christmas Album (1964)                                  | Brian Wilson                                        | Mike                             |               |      |
| "Misirlou"                                              | Fred Wise Sidney Keith Russell Michalis Patrinos Milton Leeds Nick Roubanis | 11 de fevereiro de 1963                                                                                                  | Surfin' U.S.A. (1963)                                                   | Nick Venet                                          | instrumental                     |               |      |
| "Mona"                                                  | Brian Wilson                                                                | 21 de outubro de 1976 | Love You (1977)                                                         | Brian Wilson                                        | Dennis                           |               |      |
| "Mona Kana"                                             | Dennis Wilson Steve Kalinich                                                | 1969 | Made in California (2013)                                               | Brian Wilson                                        | instrumental                     |               |      |
| "The Monkey's Uncle"                                    | Richard M. Sherman Robert B. Sherman                                        | 1965 | The Monkey's Uncle Soundtrack (1965)                                    | Walt Disney                                         | Annette Funicello                |               |      |
| "Moon Dawg"                                             | Derry Weaver                                                                | 6 de setembro de 1962 | Surfin' Safari (1962)                                                   | Nick Venet                                          | instrumental                     |               |      |
| "Morning Christmas"                                     | Dennis Wilson                                                               | 22 de novembro de 1977                                                                                                   | Ultimate Christmas (1998)                                               | Dennis Wilson                                       | Dennis                           |               |      |
| "Mt. Vernon and Fairway (Theme)"                        | Brian Wilson                                                                | 1972 | Mount Vernon and Fairway (A Fairy Tale) (1973)                          | The Beach Boys                                      | Jack Rieley (narration)          |               |      |
| "Mother maio I"                                         | Brian Wilson                                                                | 1963 | The Big Beat 1963 (2013)                                                | Alan Boyd Mark Linett Brian Wilson                  | Mike Brian                       |               |      |
| "Mountain of Love"                                      | Harold Dorman                                                               | 14 de setembro de 1965                                                                                                   | Beach Boys' Party! (1965)                                               | Brian Wilson                                        | Mike                             |               |      |
| "My Diane"                                              | Brian Wilson                                                                | Outono 1976 13 de dezembro de 1977 22 de fevereiro de 1978                                                               | M.I.U. Album (1978)                                                     | Al Jardine Ron Altbach                              | Dennis                           |               |      |
| "My Love Lives On"                                      | Dennis Wilson Steve Kalinich                                                | 1974 | Made in California (2013)                                               | Dennis Wilson                                       | Dennis                           |               |      |
| "The Nearest Faraway Place"                             | Bruce Johnston                                                              | 20 de junho de 1968 | 20/20 (1969)                                                            | The Beach Boys                                      | instrumental                     |               |      |
| "Never Learn Not to Love"                               | Charles Manson Dennis Wilson                                                | 11 de setembro de 1968                                                                                                   | 20/20 (1969)                                                            | The Beach Boys                                      | Dennis                           |               |      |
| "The Night Was So Young"                                | Brian Wilson                                                                | Outono 1976 | Love You (1977)                                                         | Brian Wilson                                        | Carl                             |               |      |
| "Noble Surfer"                                          | Brian Wilson Mike Love                                                      | 11 de fevereiro de 1963                                                                                                  | Surfin' U.S.A. (1963)                                                   | Nick Venet                                          | Mike                             |               |      |
| "No-Go Showboat"                                        | Brian Wilson Roger Christian                                                | 2 de setembro de 1963 | Little Deuce Coupe (1963)                                               | Brian Wilson                                        | Brian/Mike                       |               |      |
| "Oh Darlin'"                                            | Brian Wilson Mike Love                                                      | Desconhecido (1979?) | Keepin' the Summer Alive (1980)                                         | Bruce Johnston                                      | Carl/Mike                        |               |      |
| "Old Folks at Home (Swanee River)"/"Ol' Man River"      | Stephen Foster/ Jerome Kern Oscar Hammerstein II                            | 10 de junho de 1968 | Friends/20/20 (Re-Release)                                              | Brian Wilson                                        | Brian/Mike/Carl/Al               |               |      |
| "Only with You"                                         | Dennis Wilson Mike Love                                                     | 4 de agosto de 1972 | Holland (1973)                                                          | The Beach Boys                                      | Carl                             |               |      |
| "Our Car Club"                                          | Brian Wilson Mike Love                                                      | 16 de julho de 1963 | Surfer Girl (1963) Little Deuce Coupe (1963)                            | Brian Wilson                                        | Brian/Mike                       |               |      |
| "Our Favorite Recording Sessions"                       | Brian Wilson Carl Wilson Dennis Wilson Mike Love Al Jardine                 | 6 de maio de 1964 | All Summer Long (1964)                                                  | Brian Wilson                                        | spoken word                      |               |      |
| "Our Prayer"                                            | Brian Wilson                                                                | 4 outubro 1966 17 de novembro de 1968                                                                                    | 20/20 (1969)                                                            | The Beach Boys                                      | group                            |               |      |
| "Our Sweet Love"                                        | Brian Wilson Carl Wilson Al Jardine                                         | 6 de novembro de 1969 26 de janeiro de 1970                                                                              | Sunflower (1970)                                                        | The Beach Boys                                      | Carl                             |               |      |
| "Our Team"                                              | Brian Wilson Carl Wilson Dennis Wilson Mike Love Al Jardine                 | 15 denovembro & 4 de dezembro de 1977                                                                                    | Good Vibrations Box Set (1993)                                          | Al Jardine Ron Altbach                              | Al/Brian                         |               |      |
| "Pacific Coast Highway"                                 | Brian Wilson Joe Thomas                                                     | 2012 | That's Why God Made the Radio (2012)                                    | Brian Wilson                                        | Brian                            |               |      |
| "Palisades Park"                                        | Chuck Barris                                                                | 30 de janeiro & 25 de março de 1976                                                                                      | 15 Big Ones (1976)                                                      | Brian Wilson                                        | Carl                             |               |      |
| "Papa-Oom-Mow-Mow"                                      | Carl White Al Frazier Sonny Harris Turner Wilson Jr.                        | 14 de setembro de 1965                                                                                                   | Beach Boys' Party! (1965)                                               | Brian Wilson                                        | Brian/Mike                       |               |      |
| "Passing By"                                            | Brian Wilson                                                                | Março 1968 | Friends (1968)                                                          | The Beach Boys                                      | Brian/Al                         |               |      |
| "Passing Friend"                                        | George O'Dowd Roy Hay                                                       | ca. junho 1984 – março 1985                                                                                              | The Beach Boys (1985)                                                   | Steve Levine                                        | Carl                             |               |      |
| "Peggy Sue"                                             | Buddy Holly Jerry Allison Norman Petty                                      | Desconhecido (1977?) | M.I.U. Album (1978)                                                     | Al Jardine Ron Altbach                              | Al                               |               |      |
| "Pet Sounds"                                            | Brian Wilson                                                                | 17 de novembro de 1965                                                                                                   | Pet Sounds (1966)                                                       | Brian Wilson                                        | instrumental                     |               |      |
| "Pitter Patter"                                         | Brian Wilson Mike Love Al Jardine                                           | 18 de novembro & 4 de dezembro de 1977                                                                                   | M.I.U. Album (1978)                                                     | Al Jardine Ron Altbach                              | Mike/Al                          |               |      |
| "Please Let Me Wonder"                                  | Brian Wilson Mike Love                                                      | 7 de janeiro de 1965 | Today! (1965)                                                           | Brian Wilson                                        | Brian/Mike                       |               |      |
| "Pom Pom Play Girl"                                     | Brian Wilson Gary Usher                                                     | 19 de fevereiro de 1964                                                                                                  | Shut Down Volume 2 (1964)                                               | Brian Wilson                                        | Carl/Mike                        |               |      |
| "Private Life Of Bill And Sue"                          | Brian Wilson Joe Thomas                                                     | 2012 | That's Why God Made The Radio (2012)                                    | Brian Wilson                                        | Brian                            |               |      |
| "Problem Child"                                         | Terry Melcher                                                               | 12 de abril de 1990 | single (1990)                                                           | Terry Melcher                                       | Carl/Mike/Al                     |               |      |
| "Punchline"                                             | Brian Wilson                                                                | 2 de janeiro de 1963 | Good Vibrations Box Set (1993)                                          | Nick Venet                                          | instrumental                     |               |      |
| "Radio King Dom"                                        | Brian Wilson Jack Rieley                                                    | 1972 | Mount Vernon and Fairway (A Fairy Tale) (1973)                          | The Beach Boys                                      | Jack Rieley (narration)          |               |      |
| "Remember "Walking In The Sand""                        | George Morton                                                               | ca. Outono 1991 – Primavera 1992                                                                                         | Summer in Paradise (1992)                                               | Terry Melcher                                       | Carl                             |               |      |
| "Rock 'n' Roll to the Rescue"                           | Mike Love Terry Melcher                                                     | 17, 18, 24 de março & 6 de abril de 1986                                                                                 | Made in U.S.A. (1986)                                                   | Terry Melcher                                       | Brian/Carl/Al/Mike               |               |      |
| "Rock and Roll Music"                                   | Chuck Berry                                                                 | 16 de março de 1976 | 15 Big Ones (1976)                                                      | Brian Wilson                                        | Mike                             |               |      |
| "The Rocking Surfer"                                    | Traditional                                                                 | 16 de julho de 1963 | Surfer Girl (1963)                                                      | Brian Wilson                                        | instrumental                     |               |      |
| "Roller Skating Child"                                  | Brian Wilson                                                                | 2 de novembro de 1976 | Love You (1977)                                                         | Brian Wilson                                        | Mike/Al/Carl                     |               |      |
| "Ruby Baby"                                             | Jerry Leiber Mike Stoller                                                   | 8 de setembro de 1965 | Good Vibrations Box Set (1993)                                          | Brian Wilson                                        | Brian                            |               |      |
| "Sail On, Sailor"                                       | Brian Wilson Tandyn Almer Ray Kennedy Jack Rieley Van Dyke Parks            | 28 de novembro de 1972                                                                                                   | Holland (1973)                                                          | The Beach Boys                                      | Blondie                          |               |      |
| "Sail Plane Song"                                       | Brian Wilson Carl Wilson                                                    | 8 de junho de 1968 | Endless Harmony Soundtrack (1998)                                       | Brian Wilson                                        | Brian                            |               |      |
| "Salt Lake City"                                        | Brian Wilson Mike Love                                                      | 30 de março de 1965 | Summer Days (And Summer Nights!!)(1965)                                 | Brian Wilson                                        | Mike/Brian                       |               |      |
| "San Miguel"                                            | Dennis Wilson Gregg Jakobson                                                | 9, 13, 22, 24, 27, & 29 de janeiro de 1969                                                                               | Ten Years of Harmony (1993)                                             | Dennis Wilson                                       | Carl                             |               |      |
| "Santa Ana Winds"                                       | Brian Wilson Al Jardine                                                     | novembro 1979 – janeiro 1980 1 & 4 de fevereiro 1980                                                                     | Keepin' the Summer Alive (1980)                                         | Bruce Johnston                                      | Al/Mike/Carl                     |               |      |
| "Santa Claus Is Comin' To Town"                         | J. Fred Coots Haven Gillespie                                               | 18 de junho de 1964 | The Beach Boys' Christmas Album (1964)                                  | Brian Wilson                                        | Brian/Mike                       |               |      |
| "Santa's Beard"                                         | Brian Wilson Mike Love                                                      | 25 de junho de 1964 | The Beach Boys' Christmas Album (1964)                                  | Brian Wilson                                        | Mike                             |               |      |
| "Santa's Got an Airplane"                               | Al Jardine Brian Wilson Mike Love                                           | 14 de novembro de 1977                                                                                                   | Ultimate Christmas (1998)                                               | Al Jardine                                          | Mike/Al                          |               |      |
| "School Day (Ring! Ring! Goes The Bell)"                | Chuck Berry                                                                 | 24 de julho de 1979 novembro 1979 – janeiro 1980 6 de fevereiro de 1980                                                  | Keepin' the Summer Alive (1980)                                         | Bruce Johnston                                      | Al                               |               |      |
| "Sea Cruise"                                            | Huey P. Smith                                                               | 9 de março de 1976 | Ten Years of Harmony (1981)                                             | Brian Wilson                                        | Dennis                           |               |      |
| "She Believes in Love Again"                            | Bruce Johnston                                                              | ca. junho 1984 – março 1985                                                                                              | The Beach Boys (1985)                                                   | Steve Levine                                        | Carl/Bruce                       |               |      |
| "She Knows Me Too Well"                                 | Brian Wilson Mike Love                                                      | 8 de junho de 1964 | Today! (1965)                                                           | Brian Wilson                                        | Brian                            |               |      |
| "Shelter"                                               | Brian Wilson Joe Thomas                                                     | 2012 | That's Why God Made the Radio (2012)                                    | Brian Wilson                                        | Brian                            |               |      |
| "Sherry She Needs Me"                                   | Brian Wilson Russ Titelman                                                  | 1965 (pista de fundo), 1977 (vocais)                                                                                     | Made in California (2013)                                               | The Beach Boys                                      | Brian                            |               |      |
| "She's Goin' Bald"                                      | Brian Wilson Van Dyke Parks Mike Love                                       | 5 de julho de 1967 | Smiley Smile (1967)                                                     | The Beach Boys                                      | Mike/Brian/Dennis/Al             |               |      |
| "She's Got Rhythm"                                      | Brian Wilson Mike Love Ron Altbach                                          | 7, 14 de novembro & 3 de dezembro de 1977                                                                                | M.I.U. Album (1978)                                                     | Al Jardine Ron Altbach                              | Brian/Mike                       |               |      |
| "The Shift"                                             | Brian Wilson Mike Love                                                      | 8 de agosto de 1962 | Surfin' Safari (1962)                                                   | Nick Venet                                          | Mike                             |               |      |
| "Shortenin' Bread"                                      | Traditional                                                                 | 12 & 13 de novembro de 1979                                                                                              | L.A. (Light Album) (1979)                                               | Bruce Johnston The Beach Boys James William Guercio | Carl/Dennis                      |               |      |
| "Shut Down"                                             | Brian Wilson Roger Christian                                                | 5 de janeiro de 1963 | Surfin' U.S.A. (1963) Little Deuce Coupe (1963)                         | Nick Venet                                          | Mike                             |               |      |
| "Shut Down, Part II"                                    | Carl Wilson                                                                 | 20 de fevereiro de 1964                                                                                                  | Shut Down Volume 2 (1964)                                               | Brian Wilson                                        | instrumental                     |               |      |
| "Side Two"                                              | Brian Wilson                                                                | 1963 | The Big Beat 1963 (2013)                                                | Alen Boyd Mark Lineet Brian Wilson                  | instrumental                     |               |      |
| "Slip On Through"                                       | Dennis Wilson                                                               | 9, 14 de julho & 6 de outubro de 1969                                                                                    | Sunflower (1970)                                                        | The Beach Boys                                      | Dennis                           |               |      |
| "Sloop John B"                                          | Traditional                                                                 | 12 de julho, 22 & 29 de dezembro de 1965                                                                                 | Pet Sounds (1966)                                                       | Brian Wilson                                        | Brian/Mike                       |               |      |
| "Slow Summer Dancing (One Summer Night)"                | Bruce Johnston Danny Webb                                                   | ca. Outono 1991 – Primavera 1992                                                                                         | Summer in Paradise (1992)                                               | Terry Melcher                                       | Bruce/Al                         |               |      |
| "Solar System"                                          | Brian Wilson                                                                | 26 de outubro de 1976 | Love You (1977)                                                         | Brian Wilson                                        | Brian                            |               |      |
| "Some of Your Love"                                     | Brian Wilson Mike Love                                                      | 29 de novembro de 1979 dezembro 1979 – janeiro 1980 1 de fevereiro de 1980                                               | Keepin' the Summer Alive (1980)                                         | Bruce Johnston                                      | Mike/Carl                        |               |      |
| "Sound of Free"                                         | Dennis Wilson Mike Love                                                     | ca. 1970 | Made in California (2013)                                               | Dennis Wilson                                       | Dennis                           |               |      |
| "Somewhere Near Japan"                                  | Bruce Johnston Mike Love Terry Melcher John Phillips                        | ca. 1987–1989 | Still Cruisin' (1989)                                                   | Terry Melcher                                       | Mike/Carl/Al/Bruce               |               |      |
| "Soulful Old Man Sunshine"                              | Brian Wilson Rick Henn                                                      | 29 de agosto & 5 de setembro de 1969                                                                                     | Endless Harmony Soundtrack (1998)                                       | Brian Wilson Rick Henn                              | Carl                             |               |      |
| "Soul Searchin'"                                        | Brian Wilson Andy Paley                                                     | 1995 | Made in California (2013)                                               | Brian Wilson Andy Paley                             | Carl                             |               |      |
| "South Bay Surfer"                                      | Stephen Foster Brian Wilson Carl Wilson Al Jardine                          | 16 de julho de 1963 | Surfer Girl (1963)                                                      | Brian Wilson                                        | Brian/Mike                       |               |      |
| "Spirit of America"                                     | Brian Wilson Roger Christian                                                | 2 de setembro de 1963 | Little Deuce Coupe (1963)                                               | Brian Wilson                                        | Brian                            |               |      |
| "Spring Vacation"                                       | Brian Wilson Mike Love Joe Thomas                                           | 2012 | That's Why God Made the Radio (2012)                                    | Brian Wilson                                        | Brian/Bruce/Mike                 |               |      |
| "Steamboat"                                             | Dennis Wilson Jack Rieley                                                   | 19 de julho de 1972 | Holland (1973)                                                          | The Beach Boys                                      | Carl                             |               |      |
| "Still Cruisin'"                                        | Mike Love Terry Melcher                                                     | ca. 1987–1989 | Still Cruisin' (1989)                                                   | Terry Melcher                                       | Mike/Carl/Al/Bruce               |               |      |
| "Still I Dream of It"                                   | Brian Wilson                                                                | 9 de fevereiro & 11 de março de 1977                                                                                     | Good Vibrations Box Set (1993)                                          | Brian Wilson                                        | Brian                            |               |      |
| "Still Surfin'"                                         | Mike Love Terry Melcher                                                     | ca. Outono 1991 – Primavera 1992                                                                                         | Summer in Paradise (1992)                                               | Terry Melcher                                       | Mike                             |               |      |
| "Stoked"                                                | Brian Wilson                                                                | 12 de fevereiro de 1963                                                                                                  | Surfin' U.S.A. (1963)                                                   | Nick Venet                                          | instrumental                     |               |      |
| "Strange Things Happen"                                 | Mike Love Terry Melcher                                                     | ca. Outono 1991 – Primavera 1992                                                                                         | Summer in Paradise (1992)                                               | Terry Melcher                                       | Mike/Al                          |               |      |
| "Strange World"                                         | Brian Wilson Joe Thomas                                                     | ca. 2012 | That's Why God Made the Radio (2012)                                    | Brian Wilson                                        | Brian                            |               |      |
| "Student Demonstration Time"                            | Jerry Leiber Mike Stoller Mike Love                                         | 23 de julho de 1971 | Surf's Up (1971)                                                        | The Beach Boys                                      | Mike                             |               |      |
| "Sumahama"                                              | Mike Love                                                                   | 18 de dezembro de 1978                                                                                                   | L.A. (Light Album) (1979)                                               | Bruce Johnston The Beach Boys James William Guercio | Mike                             |               |      |
| "Summer's Gone"                                         | Brian Wilson Joe Thomas                                                     | ca. 2012 | That's Why God Made the Radio (2012)                                    | Brian Wilson                                        | Brian                            |               |      |
| "Summer in Paradise"                                    | Mike Love Terry Melcher Craig Fall                                          | ca. Outono 1991 – Primavera 1992                                                                                         | Summer in Paradise (1992)                                               | Terry Melcher                                       | Mike                             |               |      |
| "Summer Means New Love"                                 | Brian Wilson                                                                | 15 de maio de 1965 | Summer Days (And Summer Nights!!) (1965)                                | Brian Wilson                                        | instrumental                     |               |      |
| "Summer of Love"                                        | Mike Love Terry Melcher                                                     | ca. Outono 1991 – Primavera 1992                                                                                         | Summer in Paradise (1992)                                               | Terry Melcher                                       | Mike                             |               |      |
| "Summertime Blues"                                      | Eddie Cochran Jerry Capehart                                                | 5 de setembro de 1962 | Surfin' Safari (1962)                                                   | Nick Venet                                          | Carl/David/Mike                  |               |      |
| "Sunshine"                                              | Brian Wilson Mike Love                                                      | 23 de julho & 1 de novembro de 1979 dezembro 1979 – fevereiro 1980                                                       | Keepin' the Summer Alive (1980)                                         | Bruce Johnston                                      | Mike/Brian/Carl                  |               |      |
| "Surf Jam"                                              | Carl Wilson                                                                 | 12 de fevereiro de 1963                                                                                                  | Surfin' U.S.A. (1963)                                                   | Nick Venet                                          | instrumental                     |               |      |
| "Surfer Girl"                                           | Brian Wilson                                                                | 12 de junho de 1963 | Surfer Girl (1963)                                                      | Brian Wilson                                        | Brian                            |               |      |
| "The Surfer Moon"                                       | Brian Wilson                                                                | 13 de setembro de 1962                                                                                                   | Surfer Girl (1963)                                                      | Brian Wilson                                        | Brian                            |               |      |
| "Surfers Rule"                                          | Brian Wilson Mike Love                                                      | 16 de julho de 1963 | Surfer Girl (1963)                                                      | Brian Wilson                                        | Dennis/Brian                     |               |      |
| "Surfin'"                                               | Brian Wilson Mike Love                                                      | 3 de outubro de 1961 | Surfin' Safari (1962)                                                   | Nick Venet                                          | Mike                             |               |      |
| "Surfin'"                                               | Brian Wilson Mike Love                                                      | ca. Outono de 1991 – Primavera de 1992                                                                                   | Summer in Paradise (1992)                                               | Terry Melcher                                       | Mike                             |               |      |
| "Surfin' Safari"                                        | Brian Wilson Mike Love                                                      | 19 de abril de 1962 | Surfin' Safari (1962)                                                   | Nick Venet                                          | Mike                             |               |      |
| "Surfin' U.S.A."                                        | Brian Wilson Chuck Berry                                                    | 5 de janeiro de 1963 | Surfin' U.S.A. (1963)                                                   | Nick Venet                                          | Mike                             |               |      |
| "Surf's Up"                                             | Brian Wilson Van Dyke Parks                                                 | 4 de novembro & 15 de dezembro de 1966 18 de junho de 1971                                                               | Surf's Up (1971)                                                        | The Beach Boys                                      | Carl/Brian                       |               |      |
| "Susie Cincinnati"                                      | Al Jardine                                                                  | 24 de dezembro de 1969 7 de janeiro & 2 de fevereiro de 1970                                                             | 15 Big Ones (1976)                                                      | Brian Wilson                                        | Al                               |               |      |
| "Sweet Sunday Kinda Love"                               | Brian Wilson Mike Love                                                      | 18 de novembro & 2 de dezembro de 1977                                                                                   | M.I.U. Album (1978)                                                     | Al Jardine Ron Altbach                              | Carl                             |               |      |
| "Take a Load Off Your Feet"                             | Al Jardine Brian Wilson Gary Winfrey                                        | 17, 26 de janeiro de 1970 26 de julho de 1971                                                                            | Surf's Up (1971)                                                        | The Beach Boys                                      | Al/Brian                         |               |      |
| "Talk to Me"                                            | Joe Seneca                                                                  | 19 de março de 1976 | 15 Big Ones (1976)                                                      | Brian Wilson                                        | Carl                             |               |      |
| "Tears in the Morning"                                  | Bruce Johnston                                                              | 18 de novembro de 1969 26 e 28 de janeiro de 1970                                                                        | Sunflower (1970)                                                        | The Beach Boys                                      | Bruce                            |               |      |
| "Tell Me Why"                                           | John Lennon Paul McCartney                                                  | 8 de setembro de 1965 | Beach Boys' Party! (1965)                                               | Brian Wilson                                        | Carl/Al                          |               |      |
| "Ten Little Indians"                                    | Brian Wilson Gary Usher                                                     | 8 de agosto de 1962 | Surfin' Safari (1962)                                                   | Nick Venet                                          | Mike                             |               |      |
| "That Same Song"                                        | Brian Wilson Mike Love                                                      | 28 de abril de 1976 | 15 Big Ones (1976)                                                      | Brian Wilson                                        | Brian                            |               |      |
| "That's Not Me"                                         | Brian Wilson Tony Asher                                                     | 15 de fevereiro de 1966                                                                                                  | Pet Sounds (1966)                                                       | Brian Wilson                                        | Mike                             |               |      |
| "That's Why God Made the Radio"                         | Joe Thomas Brian Wilson Jim Peterik Larry Millas                            | 25 de abril de 2012 | That's Why God Made the Radio (2012)                                    | Brian Wilson                                        | Brian/Mike/Al/Bruce              |               |      |
| "Their Hearts Were Full of Spring"                      | Bobby Troup                                                                 | 25 de agosto de 1967 | Smiley Smile/Wild Honey (Re-Issue)                                      | The Beach Boys                                      | group                            |               |      |
| "Then I Kissed Her"                                     | Phil Spector Ellie Greenwich Jeff Barry                                     | 5 de maio de 1965 | Summer Days (And Summer Nights!!) (1965)                                | Brian Wilson                                        | Al                               |               |      |
| "There's No Other (Like My Baby)"                       | Phil Spector Leroy Bates                                                    | 16 de setembro de 1965                                                                                                   | Beach Boys' Party! (1965)                                               | Brian Wilson                                        | Brian                            |               |      |
| "A Thing or Two"                                        | Brian Wilson Mike Love                                                      | 27 de outubro de 1967 | Wild Honey (1967)                                                       | The Beach Boys                                      | Mike/Carl/Brian                  |               |      |
| "Things We Did Last Summer"                             | J. Styne S. Cahn                                                            | 24 de setembro de 1963                                                                                                   | Good Vibrations Box Set (1993)                                          | Brian Wilson                                        | Mike/Brian/Carl                  |               |      |
| "Think About The Days"                                  | Brian Wilson Joe Thomas                                                     | 2012 | That's Why God Made The Radio (2012)                                    | Brian Wilson                                        | group                            |               |      |
| "This Car of Mine"                                      | Brian Wilson Mike Love                                                      | 7 de fevereiro de 1964                                                                                                   | Shut Down Volume 2 (1964)                                               | Brian Wilson                                        | Dennis                           |               |      |
| "This Whole World"                                      | Brian Wilson                                                                | 13 de novembro de 1969                                                                                                   | Sunflower (1970)                                                        | The Beach Boys                                      | Brian/Carl                       |               |      |
| "'Til I Die"                                            | Brian Wilson                                                                | 15 de agosto de 1970 20 de julho de 1971                                                                                 | Surf's Up (1971)                                                        | The Beach Boys                                      | Brian/Carl/Mike                  |               |      |
| "Time to Get Alone"                                     | Brian Wilson                                                                | 4 de outubro de 1968 | 20/20 (1969)                                                            | The Beach Boys                                      | Carl/Brian/Al                    |               |      |
| "A Time to Live in Dreams"                              | Dennis Wilson Stephen Kalinich                                              | 1 de novembro de 1968 | Hawthorne, CA (2001)                                                    | Dennis Wilson                                       | Dennis                           |               |      |
| "The Times They Are A-Changin'"                         | Bob Dylan                                                                   | 23 de setembro de 1965                                                                                                   | Beach Boys' Party! (1965)                                               | Brian Wilson                                        | Al                               |               |      |
| "T M Song"                                              | Brian Wilson                                                                | 18 de março de 1976 | 15 Big Ones (1976)                                                      | Brian Wilson                                        | Al                               |               |      |
| "The Trader"                                            | Carl Wilson Jack Rieley                                                     | Outono 1972 | Holland (1973)                                                          | The Beach Boys                                      | Carl                             |               |      |
| "Transcendental Meditation"                             | Brian Wilson Mike Love Al Jardine                                           | 4 de abril de 1968 | Friends (1968)                                                          | The Beach Boys                                      | Brian/Al                         |               |      |
| "Trombone Dixie"                                        | Brian Wilson                                                                | 1 de novembro de 1965 | Pet Sounds (Re-Issue)                                                   | Brian Wilson                                        | instrumental                     |               |      |
| "Tune X"                                                | Carl Wilson                                                                 | 3 de março de 1967 | The Smile Sessions (2011)                                               | Carl Wilson                                         | instrumental                     |               |      |
| "Under the Boardwalk"                                   | Mike Love Artie Resnick Kenny Young                                         | ca. Outono 1991 – Primavera 1992                                                                                         | Summer in Paradise (1992)                                               | Terry Melcher                                       | Mike/Carl                        |               |      |
| "Unreleased Backgrounds"                                | Brian Wilson                                                                | 11 de fevereiro de 1966                                                                                                  | Pet Sounds (Re-Issue)                                                   | Brian Wilson                                        | Brian                            |               |      |
| "Vegetables"                                            | Brian Wilson Van Dyke Parks                                                 | 3, 5–7 de abril & 15 de junho de 1967                                                                                    | Smiley Smile (1967)                                                     | The Beach Boys                                      | Al/Brian/Mike                    |               |      |
| "Wake the World"                                        | Brian Wilson Al Jardine                                                     | Março de 1968 | Friends (1968)                                                          | The Beach Boys                                      | Brian/Carl                       |               |      |
| "Walk On By"                                            | Burt Bacharach Hal David                                                    | 26 de maio de 1968 | Friends/20/20 (Re-Issue)                                                | The Beach Boys                                      | Brian/Dennis                     |               |      |
| "The Warmth of the Sun"                                 | Brian Wilson Mike Love                                                      | 1 & 8 de janeiro de 1964                                                                                                 | Shut Down Volume 2 (1964)                                               | Brian Wilson                                        | Brian                            |               |      |
| "We Three Kings of Orient Are"                          | John Henry Hopkins                                                          | 18 de junho de 1964 | The Beach Boys' Christmas Album (1964)                                  | Brian Wilson                                        | Brian/Mike                       |               |      |
| "Wendy"                                                 | Brian Wilson Mike Love                                                      | 29 de abril de 1964 | All Summer Long (1964)                                                  | Brian Wilson                                        | Mike/Brian                       |               |      |
| "We'll Run Away"                                        | Brian Wilson Gary Usher                                                     | 18 de maio de 1964 | All Summer Long (1964)                                                  | Brian Wilson                                        | Brian                            |               |      |
| "We're Together Again"                                  | Brian Wilson Ron Wilson                                                     | 11 de setembro de 1968                                                                                                   | Friends/20/20 (Re-Release)                                              | The Beach Boys                                      | Dennis/Brian                     |               |      |
| "What Is a Young Girl Made Of?"                         | Bruce Morgan                                                                | 8 de março de 1962 | Lost & Found (1961–62) (1991)                                           | Hite Morgan                                         | Brian                            |               |      |
| "When a Man Needs a Woman"                              | Brian Wilson Carl Wilson Dennis Wilson Al Jardine Steve Korthof Jon Parks   | 18 de março de 1968 | Friends (1968)                                                          | The Beach Boys                                      | Brian                            |               |      |
| "When Girls Get Together"                               | Brian Wilson Mike Love                                                      | 4 de novembro de 1969 | Keepin' the Summer Alive (1980)                                         | Bruce Johnston                                      | Al/Mike/Carl                     |               |      |
| "When I Grow Up (To Be a Man)"                          | Brian Wilson Mike Love                                                      | 5 de agosto de 1964 | Today! (1965)                                                           | Brian Wilson                                        | Mike/Brian                       |               |      |
| "Where I Belong"                                        | Carl Wilson Robert White Johnson                                            | ca. junho 1984 – março 1985                                                                                              | The Beach Boys (1985)                                                   | Steve Levine                                        | Carl/Al                          |               |      |
| "Where Is She?"                                         | Brian Wilson                                                                | ca. 1969 | Made in California (2013)                                               | Brian Wilson                                        | Brian                            |               |      |
| "Whistle In"                                            | Brian Wilson                                                                | 13 de julho de 1967 | Smiley Smile (1967)                                                     | The Beach Boys                                      | Carl/Mike                        |               |      |
| "White Christmas"                                       | Irving Berlin                                                               | 18 de junho de 1964 | The Beach Boys' Christmas Album (1964)                                  | Brian Wilson                                        | Brian                            |               |      |
| "Why"                                                   | Brian Wilson                                                                | ? | Made in California (2013)                                               | Brian Wilson                                        | instrumental                     |               |      |
| "Why Do Fools Fall In Love"                             | Frankie Lymon M. Levy                                                       | 7, 8, & 10 de janeiro de 1964                                                                                            | Shut Down Volume 2 (1964)                                               | Brian Wilson                                        | Brian                            |               |      |
| "Why Don't They Let Us Fall in Love"                    | Phil Spector Jeff Barry Ellie Greenwich                                     | 1980 | Made in California (2013)                                               | Brian Wilson                                        | Brian/Mike                       |               |      |
| "Wild Honey"                                            | Brian Wilson Mike Love                                                      | 26–27 de setembro de 1967                                                                                                | Wild Honey (1967)                                                       | The Beach Boys                                      | Carl                             |               |      |
| "Wind Chimes"                                           | Brian Wilson                                                                | 10–11 de julho de 1967                                                                                                   | Smiley Smile (1967)                                                     | The Beach Boys                                      | Mike/Brian/Carl/Dennis           |               |      |
| "Winds of Change"                                       | Ron Altbach Ed Tuleja                                                       | 23 de novembro de 1977 28 de junho de 1978                                                                               | M.I.U. Album (1978)                                                     | Al Jardine Ron Altbach                              | Al/Mike                          |               |      |
| "Winter Symphony"                                       | Brian Wilson                                                                | 15, 21, & 22 de novembro de 1977                                                                                         | Ultimate Christmas (1998)                                               | Brian Wilson Al Jardine                             | Brian                            |               |      |
| "Wipe Out"                                              | Bob Berryhill Pat Connolly Jim Fuller Ron Wilson                            | 27 de fevereiro de 1987                                                                                                  | Still Cruisin' (1989)                                                   | Albert Calbrera Tony Moran The Beach Boys           | The Fat Boys/Brian               |               |      |
| "With a Little Help from My Friends"                    | John Lennon Paul McCartney                                                  | 23 de setembro de 1967                                                                                                   | Rarities (1983)                                                         | The Beach Boys                                      | Bruce                            |               |      |
| "With Me Tonight"                                       | Brian Wilson                                                                | 30 de junho de 1967 | Smiley Smile (1967)                                                     | The Beach Boys                                      | Carl                             |               |      |
| "Wonderful"                                             | Brian Wilson Van Dyke Parks                                                 | 12 de julho de 1967 | Smiley Smile (1967)                                                     | The Beach Boys                                      | Carl                             |               |      |
| "Wontcha Come Out Tonight"                              | Brian Wilson Mike Love                                                      | 7, 17 de novembro & 3 de dezembro de 1977                                                                                | M.I.U. Album (1978)                                                     | Al Jardine Ron Altbach                              | Brian/Mike                       |               |      |
| "(Wouldn't It Be Nice To) Live Again"                   | Dennis Wilson Stan Shapiro                                                  | 1971 | Made in California (2013)                                               | The Beach Boys                                      | Dennis                           |               |      |
| "Wouldn't It Be Nice"                                   | Brian Wilson Tony Asher Mike Love                                           | 22 de janeiro, 10 de março, & 11 de abril de 1966                                                                        | Pet Sounds (1966) Still Cruisin' (1989)                                 | Brian Wilson                                        | Brian/Mike                       |               |      |
| "You Need a Mess of Help to Stand Alone"                | Brian Wilson Jack Rieley                                                    | dezembro de 1971 Abril de 1972                                                                                           | Carl and the Passions – "So Tough" (1972)                               | Carl Wilson                                         | Carl                             |               |      |
| "You Still Believe in Me"                               | Brian Wilson Tony Asher                                                     | 1 de novembro de 1965 Janeiro–Fevereiro de 1966                                                                          | Pet Sounds (1966)                                                       | Brian Wilson                                        | Brian                            |               |      |
| "A Young Man Is Gone"                                   | Bobby Troup Mike Love                                                       | 2 de setembro de 1963 | Little Deuce Coupe (1963)                                               | Brian Wilson                                        | Brian/Carl/Mike/Al               |               |      |
| "Your Summer Dream"                                     | Brian Wilson Bob Norberg                                                    | 16 de julho de 1963 | Surfer Girl (1963)                                                      | Brian Wilson                                        | Brian                            |               |      |
| "You're So Good to Me"                                  | Brian Wilson Mike Love                                                      | 24 de maio de 1965 | Summer Days (And Summer Nights!!) (1965)                                | Brian Wilson                                        | Brian                            |               |      |
| "You're Still A Mystery"                                | Brian Wilson Andy Paley                                                     | 7 e 8 de novembro de 1995                                                                                                | Made in California (2013)                                               | Brian Wilson Andy Paley                             | Brian                            |               |      |
| "You're Welcome"                                        | Brian Wilson                                                                | 13 de dezembro de 1966                                                                                                   | Smiley Smile/Wild Honey (Re-Release)                                    | Brian Wilson                                        | Brian                            |               |      |
| "You're with Me Tonight"                                | Brian Wilson                                                                | Desconhecido (1967?) | Hawthorne, CA (2001)                                                    | Brian Wilson                                        |                                  |               |      |
| "You've Got to Hide Your Love Away"                     | John Lennon Paul McCartney                                                  | 23 de setembro de 1965                                                                                                   | Beach Boys' Party! (1965)                                               | Brian Wilson                                        | Dennis                           |               |      |
| "You've Lost That Lovin' Feelin'"                       | Phil Spector Barry Mann Cynthia Weil                                        | 1976 | Made in California (2013)                                               | Brian Wilson                                        | Brian                            |               |      |

## Gravações ao vivo
Esta lista é uma tentativa de documentar todas as gravações ao vivo que foram publicadas pelo the Beach Boys, desde um álbum, single, compilação, ou álbum de antologias.
| Canção                                                                                     | Escritor(a)                                                                           | Gravada                                           | Álbum                                                       | Produtor              | Voz principal   | Ref. |
| ------------------------------------------------------------------------------------------ | ------------------------------------------------------------------------------------- | ------------------------------------------------- | ----------------------------------------------------------- | --------------------- | --------------- | ---- |
| "409"                                                                                      | Brian Wilson Gary Usher Mike Love                                                     | março 27, 1965 Chicago, IL                        | U.S. Singles Collection: The Capitol Years 1962–1965 (2008) | Brian Wilson          | Mike            |      |
| "All I Want to Do"                                                                         | Dennis Wilson                                                                         | 8 de dezembro de 1968 London, England             | Rarities (1983)                                             | The Beach Boys        | Mike            |      |
| "All I Want to Do"                                                                         | Dennis Wilson                                                                         | 8 de dezembro de 1968 London, England             | Made in California (2013)                                   | The Beach Boys        | Mike            |      |
| "Aren't You Glad"                                                                          | Brian Wilson Mike Love                                                                | 8 de dezembro de 1968 London, England             | Live In London (1970)                                       | The Beach Boys        | Mike/Carl/Al    |      |
| "Barbara Ann"                                                                              | Fred Fassert                                                                          | 8 de dezembro de 1968 London, England             | Live In London (1970)                                       | The Beach Boys        | Al/Mike/Carl    |      |
| "Barbara Ann"                                                                              | Fred Fassert                                                                          | 21 de junho de 1980 Knebworth, England            | Good Timin': Live at Knebworth England 1980 (2002)          | The Beach Boys        | Al/Mike         |      |
| "Be True to Your School"                                                                   | Brian Wilson Mike Love                                                                | agosto 1, 1964 Sacramento, CA                     | Good Vibrations Box Set (1993)                              | Brian Wilson          | Mike            |      |
| "Be True to Your School"                                                                   | Brian Wilson Mike Love                                                                | 21 de junho de 1980 Knebworth, England            | Good Timin': Live at Knebworth England 1980 (2002)          | The Beach Boys        | Mike            |      |
| "Bluebirds over the Mountain"                                                              | Ersel Hickey                                                                          | 8 de dezembro de 1968 London, England             | Live In London (1970)                                       | The Beach Boys        | Mike/Carl/Bruce |      |
| "California Girls"                                                                         | Brian Wilson Mike Love                                                                | 8 de dezembro de 1968 London, England             | Live In London (1970)                                       | The Beach Boys        | Mike            |      |
| "California Girls"                                                                         | Brian Wilson Mike Love                                                                | agosto 19, 1973 Uniondale, NY                     | The Beach Boys In Concert (1973)                            | The Beach Boys        | Mike/Al/Carl    |      |
| "California Girls"                                                                         | Brian Wilson Mike Love                                                                | 21 de junho de 1980 Knebworth, England            | Good Timin': Live at Knebworth England 1980 (2002)          | The Beach Boys        | Mike            |      |
| "Caroline, No"                                                                             | Brian Wilson Tony Asher                                                               | 1972–1973                                         | The Beach Boys In Concert (1973)                            | The Beach Boys        | Carl            |      |
| "Dance, Dance, Dance"                                                                      | Brian Wilson Carl Wilson Mike Love                                                    | novembro 4, 1989 Los Angeles, CA                  | Songs From Here & Back (2006)                               | Mark Linett Alan Boyd |                 |      |
| "Darlin'"                                                                                  | Brian Wilson Mike Love                                                                | 8 de dezembro de 1968 London, England             | Live In London (1970)                                       | The Beach Boys        | Carl            |      |
| "Darlin'"                                                                                  | Brian Wilson Mike Love                                                                | 1972–1973                                         | The Beach Boys In Concert (1973)                            | The Beach Boys        | Carl            |      |
| "Darlin'"                                                                                  | Brian Wilson Mike Love                                                                | 21 de junho de 1980 Knebworth, England            | Endless Harmony Soundtrack (1998)                           | The Beach Boys        | Carl            |      |
| "Darlin'"                                                                                  | Brian Wilson Mike Love                                                                | 21 de junho de 1980 Knebworth, England            | Good Timin': Live at Knebworth England 1980 (2002)          | The Beach Boys        | Carl            |      |
| "Do It Again"                                                                              | Brian Wilson Mike Love                                                                | 8 de dezembro de 1968 London, England             | Live In London (1970)                                       | The Beach Boys        |                 |      |
| "Do It Again"                                                                              | Brian Wilson Mike Love                                                                | 21 de junho de 1980 Knebworth, England            | Good Timin': Live at Knebworth England 1980 (2002)          | The Beach Boys        |                 |      |
| "Don’t Worry Baby"                                                                         | Brian Wilson Roger Christian]                                                         | agosto 1, 1964 Sacramento, CA                     | Beach Boys Concert/Live In London (re-release)              | Brian Wilson          |                 |      |
| "Don’t Worry Baby"                                                                         | Brian Wilson Roger Christian]                                                         | 1972–1973                                         | The Beach Boys In Concert (1973)                            | The Beach Boys        |                 |      |
| "Friends"                                                                                  | Brian Wilson Carl Wilson Dennis Wilson Al Jardine                                     | 1968 Chicago, Illinois                            | Made in California (2013)                                   | The Beach Boys        |                 |      |
| "Fun, Fun, Fun"                                                                            | Brian Wilson Mike Love                                                                | agosto 1, 1964 Sacramento, CA                     | Beach Boys Concert (1964)                                   | Brian Wilson          |                 |      |
| "Fun, Fun, Fun"                                                                            | Brian Wilson Mike Love                                                                | 1972–1973                                         | The Beach Boys In Concert (1973)                            | The Beach Boys        |                 |      |
| "Fun, Fun, Fun"                                                                            | Brian Wilson Mike Love                                                                | 21 de junho de 1980 Knebworth, England            | Good Timin': Live at Knebworth England 1980 (2002)          | The Beach Boys        |                 |      |
| "Funky Pretty"                                                                             | Brian Wilson Jack Rieley Mike Love                                                    | 1972–1973                                         | The Beach Boys In Concert (1973)                            | The Beach Boys        |                 |      |
| "God Only Knows"                                                                           | Brian Wilson Tony Asher                                                               | 8 de dezembro de 1968 London, England             | Live In London (1970)                                       | The Beach Boys        |                 |      |
| "God Only Knows"                                                                           | Brian Wilson Tony Asher                                                               | 21 de junho de 1980 Knebworth, England            | Good Timin': Live at Knebworth England 1980 (2002)          | The Beach Boys        |                 |      |
| "Good Vibrations"                                                                          | Brian Wilson Mike Love                                                                | 8 de dezembro de 1968 London, England             | Live In London (1970)                                       | The Beach Boys        |                 |      |
| "Good Vibrations"                                                                          | Brian Wilson Mike Love                                                                | 1972–1973                                         | The Beach Boys In Concert (1973)                            | The Beach Boys        |                 |      |
| "Good Vibrations"                                                                          | Brian Wilson Mike Love                                                                | outubro 22, 1966 Ann Arbor, MI                    | Good Vibrations Box Set (1993)                              | Brian Wilson          |                 |      |
| "Good Vibrations"                                                                          | Brian Wilson Mike Love                                                                | 8 de dezembro de 1968 London England (soundcheck) | Endless Harmony Soundtrack (1998)                           | The Beach Boys        |                 |      |
| "Good Vibrations"                                                                          | Brian Wilson Mike Love                                                                | agosto 25, 1967 Honolulu, HI (soundcheck)         | Hawthorne, CA (2001)                                        | The Beach Boys        |                 |      |
| "Good Vibrations"                                                                          | Brian Wilson Mike Love                                                                | 21 de junho de 1980 Knebworth, England            | Good Timin': Live at Knebworth England 1980 (2002)          | The Beach Boys        |                 |      |
| "Good Vibrations"                                                                          | Brian Wilson Mike Love                                                                | 1974                                              | Songs From Here & Back (2006)                               | The Beach Boys        |                 |      |
| Graduation Day                                                                             | Joe Sherman Noel Sherman                                                              | agosto 1, 1964 Sacramento, CA                     | Beach Boys Concert (1964)                                   | Brian Wilson          |                 |      |
| "Hawaii"                                                                                   | Brian Wilson Mike Love                                                                | agosto 1, 1964 Sacramento, CA                     | Beach Boys Concert (1964)                                   | Brian Wilson          |                 |      |
| "Help Me, Rhonda"                                                                          | Brian Wilson Mike Love                                                                | 1972–1973                                         | The Beach Boys In Concert (1973)                            | The Beach Boys        | Al              |      |
| "Help Me, Rhonda"                                                                          | Brian Wilson Mike Love                                                                | 21 de junho de 1980 London, England               | Good Timin': Live at Knebworth England 1980 (2002)          | The Beach Boys        | Al              |      |
| "Help Me, Rhonda"                                                                          | Brian Wilson Mike Love                                                                | novembro 19, 1972 Passaic, NJ                     | Made in California (2013)                                   | The Beach Boys        | Dennis          |      |
| "Heroes and Villains"                                                                      | Brian Wilson Van Dyke Parks                                                           | agosto 25, 1967 Honolulu, HI                      | Beach Boys Concert/Live In London (re-release)              | Brian Wilson          |                 |      |
| "Heroes and Villains"                                                                      | Brian Wilson Van Dyke Parks                                                           | 1972–1973                                         | The Beach Boys In Concert (1973)                            | The Beach Boys        |                 |      |
| "Heroes and Villains"                                                                      | Brian Wilson Van Dyke Parks                                                           | novembro 1972                                     | Endless Harmony Soundtrack (1998)                           | The Beach Boys        |                 |      |
| "Hushabye"                                                                                 | Doc Pomus/Mort Shuman                                                                 | setembro 1, 1964 Sacramento, CA                   | Good Vibrations Box Set (1993)                              | Brian Wilson          |                 |      |
| "I Can Hear Music"                                                                         | Phil Spector Jeff Berry Ellie Greenwich                                               | junho 27, 1975 Largo, MD                          | Made in California (2013)                                   | The Beach Boys        |                 |      |
| "I Get Around"                                                                             | Brian Wilson Mike Love                                                                | agosto 1, 1964 Sacramento, CA                     | Beach Boys Concert (1964)                                   | Brian Wilson          |                 |      |
| "I Get Around"                                                                             | Brian Wilson Mike Love                                                                | 21 de junho de 1980 Knebworth, England            | Good Timin': Live at Knebworth England 1980 (2002)          | The Beach Boys        |                 |      |
| "I Get Around"                                                                             | Brian Wilson Mike Love                                                                | novembro 4, 1989 Los Angeles, CA                  | Songs From Here & Back (2006)                               | Mark Linett Alan Boyd |                 |      |
| "In My Room"                                                                               | Brian Wilson Gary Usher                                                               | agosto 1, 1964 Sacramento, CA                     | Beach Boys Concert (1964)                                   | Brian Wilson          |                 |      |
| "It's About Time"                                                                          | Dennis Wilson Carl Wilson Al Jardine Bob Burchman                                     | agosto 15, 1973 Chicago, IL                       | Made in California (2013)                                   | The Beacch Boys       |                 |      |
| "Johnny B. Goode"                                                                          | Chuck Berry                                                                           | agosto 1, 1964 Sacramento, CA                     | Beach Boys Concert (1964)                                   | Brian Wilson          |                 |      |
| "Keepin' the Summer Alive"                                                                 | Carl Wilson Randy Bachman                                                             | 21 de junho de 1980 Knebworth, England            | Good Timin': Live at Knebworth England 1980 (2002)          | The Beach Boys        |                 |      |
| "Kokomo"                                                                                   | Mike Love Scott McKenzie Terry Melcher John Phillips                                  | novembro 4, 1989 Los Angeles, CA                  | Songs From Here & Back (2006)                               | Mark Linett Alan Boyd |                 |      |
| "Lady Lynda"                                                                               | Al Jardine Ron Altbach                                                                | 21 de junho de 1980 Knebworth, England            | Good Timin': Live at Knebworth England 1980 (2002)          | The Beach Boys        |                 |      |
| "Leaving This Town"                                                                        | Carl Wilson Ricky Fataar Blondie Chaplin Mike Love                                    | 1972–1973                                         | The Beach Boys In Concert (1973)                            | The Beach Boys        |                 |      |
| "Let the Wind Blow"                                                                        | Brian Wilson Mike Love                                                                | 1972–1973                                         | The Beach Boys In Concert (1973)                            | The Beach Boys        |                 |      |
| "Let's Go Trippin'"                                                                        | Dick Dale                                                                             | agosto 1, 1964 Sacramento, CA                     | Beach Boys Concert (1964)                                   | Brian Wilson          |                 |      |
| "The Letter (The Box Tops song)"                                                           | Wayne Carson Thompson                                                                 | 1967 Hawaii                                       | Made in California (2013)                                   | The Beach Boys        |                 |      |
| "Little Bird"                                                                              | Dennis Wilson Stephen Kalinich                                                        | julho 5, 1968 Chicago, IL                         | Made in California (2013)                                   | The Beach Boys        | Dennis          |      |
| "Little Deuce Coupe"                                                                       | Brian Wilson Roger Christian                                                          | agosto 1, 1964 Sacramento, CA                     | Beach Boys Concert (1964)                                   | Brian Wilson          |                 |      |
| "Little Deuce Coupe"                                                                       | Brian Wilson Roger Christian                                                          | 21 de junho de 1980 Knebworth, England            | Good Timin': Live at Knebworth England 1980 (2002)          | The Beach Boys        |                 |      |
| "Little Deuce Coupe"                                                                       | Brian Wilson Roger Christian                                                          | novembro 4, 1989 Los Angeles, CA                  | Songs From Here & Back (2006)                               | Mark Linett Alan Boyd |                 |      |
| "The Little Old Lady from Pasadena"                                                        | Don Altfield Jan Berry Roger Christian                                                | agosto 1, 1964 Sacramento, CA                     | Beach Boys Concert (1964)                                   | Brian Wilson          |                 |      |
| "Long Promised Road"                                                                       | Carl Wilson Jack Rieley                                                               | novembro 23, 1972 New York, NY                    | Endless Harmony Soundtrack (1998)                           | Carl Wilson           |                 |      |
| "Long, Tall Texan"                                                                         | Henry Strezlecki                                                                      | agosto 1, 1964 Sacramento, CA                     | Beach Boys Concert (1964)                                   | Brian Wilson          |                 |      |
| "Marcella"                                                                                 | Brian Wilson Tandyn Almer Jack Rieley                                                 | 1972–1973                                         | The Beach Boys In Concert (1973)                            | The Beach Boys        |                 |      |
| medley: "Surfin' Safari"/"Fun, Fun, Fun"/"Shut Down"/"Little Deuce Coupe"/"Surfin' U.S.A." | Brian Wilson Mike Love Roger Christian Chuck Berry                                    | outubro 22, 1966 Ann Arbor, MI                    | Endless Harmony Soundtrack (1998)                           | Brian Wilson          |                 |      |
| medley: "Cotton Fields/Heroes and Villains"                                                | Huddie Ledbetter Brian Wilson Van Dyke Parks                                          | 21 de junho de 1980 Knebworth, CA                 | Good Timin': Live at Knebworth England 1980 (2002)          | The Beach Boys        |                 |      |
| "Monster Mash"                                                                             | Boris Pickett Lenny Capizzi                                                           | agosto 1, 1964 Sacramento, CA                     | Beach Boys Concert (1964)                                   | Brian Wilson          |                 |      |
| "Only With You"                                                                            | Dennis Wilson Mike Love                                                               | novembro 23, 1972 New York                        | Made in California (2013)                                   | The Beach Boys        |                 |      |
| "Papa-Oom-Mow-Mow"                                                                         | Carl White Al Frazier Sonny Harris Turner Wilson Jr.                                  | agosto 1, 1964 Sacramento, CA                     | Beach Boys Concert (1964)                                   | Brian Wilson          |                 |      |
| "Runaway"                                                                                  | Del Shannon Max Crook                                                                 | março 26, 1965 Chicago, IL                        | Made in California (2013)                                   | The Beach Boys        |                 |      |
| "Rock and Roll Music"                                                                      | Chuck Berry                                                                           | 21 de junho de 1980 Knebworth, England            | Good Timin': Live at Knebworth England 1980 (2002)          | The Beach Boys        |                 |      |
| "Sail On, Sailor"                                                                          | Brian Wilson Tandyn Almer Ray Kennedy Jack Rieley Van Dyke Parks                      | 1972–1973                                         | The Beach Boys In Concert (1973)                            | The Beach Boys        |                 |      |
| "Sail On, Sailor"                                                                          | Brian Wilson Tandyn Almer Ray Kennedy Jack Rieley Van Dyke Parks                      | novembro 5, 1995 Louisville, KY                   | Made in California (2013)                                   | The Beach Boys        |                 |      |
| "School Days"                                                                              | Chuck Berry                                                                           | 21 de junho de 1980 Knebworth, England            | Good Timin': Live at Knebworth England 1980 (2002)          | The Beach Boys        |                 |      |
| "Shut Down"                                                                                | Brian Wilson Roger Christian                                                          | março 26, 1965 Chicago, IL                        | Hawthorne, CA (2001)                                        | Brian Wilson          |                 |      |
| "Sloop John B"                                                                             | Trad. arr. Brian Wilson                                                               | 8 de dezembro de 1968 London, England             | Live In London (1970)                                       | The Beach Boys        |                 |      |
| "Sloop John B"                                                                             | Trad. arr. Brian Wilson                                                               | 1972–1973                                         | The Beach Boys In Concert (1973)                            | The Beach Boys        |                 |      |
| "Sloop John B"                                                                             | Trad. arr. Brian Wilson                                                               | 21 de junho de 1980 Knebworth, England            | Good Timin': Live at Knebworth England 1980 (2002)          | The Beach Boys        |                 |      |
| "Summer in Paradies"                                                                       | Mike Love Terry Melcher Craig Fall                                                    | 1993 London, England                              | Made in California (2013)                                   | The Beach Boys        | Mike/Bruce      |      |
| "Surfer Girl"                                                                              | Brian Wilson                                                                          | 1972–1973                                         | The Beach Boys In Concert (1973)                            | The Beach Boys        |                 |      |
| "Surfer Girl"                                                                              | Brian Wilson                                                                          | agosto 1, 1964 Sacramento, CA                     | Good Vibrations Box Set (1993)                              | Brian Wilson          |                 |      |
| "Surfer Girl"                                                                              | Brian Wilson                                                                          | agosto 25, 1967 Honolulu, HI (soundcheck)         | Good Vibrations Box Set (1993)                              | The Beach Boys        |                 |      |
| "Surfer Girl"                                                                              | Brian Wilson                                                                          | 21 de junho de 1980 Knebworth, England            | Good Timin': Live at Knebworth England 1980 (2002)          | The Beach Boys        |                 |      |
| "Surfer Girl"                                                                              | Brian Wilson                                                                          | novembro 4, 1989 Los Angeles, CA                  | Songs From Here & Back (2006)                               | Mark Linett Alan Boyd |                 |      |
| "Surfin' U.S.A."                                                                           | Brian Wilson Chuck Berry                                                              | 1972–1973                                         | The Beach Boys In Concert (1973)                            | The Beach Boys        |                 |      |
| "Surfin' U.S.A."                                                                           | Brian Wilson Chuck Berry                                                              | agosto 1, 1964 Sacramento, CA                     | Good Vibrations Box Set (1993)                              | Brian Wilson          |                 |      |
| "Surfin' U.S.A."                                                                           | Brian Wilson Chuck Berry                                                              | 21 de junho de 1980 Knebworth, England            | Good Timin': Live at Knebworth England 1980 (2002)          | The Beach Boys        |                 |      |
| "The Trader"                                                                               | Carl Wilson Jack Rieley                                                               | 1972–1973                                         | The Beach Boys In Concert (1973)                            | The Beach Boys        |                 |      |
| "The Wanderer"                                                                             | Ernest Maresca                                                                        | agosto 1, 1964 Sacramento, CA                     | Beach Boys Concert (1964)                                   | Brian Wilson          |                 |      |
| "Their Hearts Were Full of Spring"                                                         | Bobby Troup                                                                           | 8 de dezembro de 1968 London, England             | Live In London (1970)                                       | The Beach Boys        |                 |      |
| "Their Hearts Were Full of Spring"                                                         | Bobby Troup                                                                           | agosto 25, 1967 Honolulu, HI (soundcheck)         | Smiley Smile/Wild Honey (twofer)                            | The Beach Boys        |                 |      |
| "Vegetables"                                                                               | Brian Wilson Van Dike Parks                                                           | novembro 26, 1993 New York                        | Made in California (2013)                                   | The Beach Boys        |                 |      |
| "Wake the World"                                                                           | Brian Wilson Al Jardine                                                               | 8 de dezembro de 1968 London, England             | Live In London (1970)                                       | The Beach Boys        |                 |      |
| "We Got Love"                                                                              | Ricky Fataar Blondie Chaplin Mike Love                                                | agosto 19, 1973 Uniondale, NY                     | The Beach Boys In Concert (1973)                            | The Beach Boys        |                 |      |
| "What'd I Say"                                                                             | Ray Charles                                                                           | janeiro 24, 1964 Sydney, Austrália                | Beach Boys/Brian Wilson Rarities (1981)                     | Brian Wilson          |                 |      |
| "Wild Honey"                                                                               | Brian Wilson Mike Love                                                                | novembro 19, 1972 Passaic, NJ                     | Made in California (2013)                                   | The Beach Boys        | Blondie         |      |
| "Wonderful"                                                                                | Brian Wilson Van Dyke Parks                                                           | 26 de novembro, 1993 Nova Iorque                  | Made in California (2013)                                   | The Beach Boys        |                 |      |
| medley: "Wonderful"/"Don't Worry, Bill"                                                    | Brian Wilson Van Dyke Parks/ Ricky Fataar Blondie Chaplin Steve Fataar Brother Fataar | 23 de novembro de 1972 Nova Iorque, NY            | Endless Harmony Soundtrack                                  | Carl Wilson           |                 |      |
| "Wouldn't It Be Nice"                                                                      | Brian Wilson Tony Asher Mike Love                                                     | 8 de dezembro de 1968 London, England             | Live In London (1970)                                       | The Beach Boys        |                 |      |
| "Wouldn't It Be Nice"                                                                      | Brian Wilson Tony Asher Mike Love                                                     | outubro 3, 1970 Monterey, CA                      | single (1971)                                               | Lou Adler             |                 |      |
| "Wouldn't It Be Nice"                                                                      | Brian Wilson Tony Asher Mike Love                                                     | 1972–1973                                         | The Beach Boys In Concert (1973)                            | The Beach Boys        |                 |      |
| "Wouldn't It Be Nice"                                                                      | Brian Wilson Tony Asher Mike Love                                                     | 1974                                              | Songs From Here & Back (2006)                               | The Beach Boys        |                 |      |
| "You Are So Beautiful"                                                                     | Billy Preston Bruce Fisher                                                            | 21 de junho de 1980 Knebworth, CA                 | Good Timin': Live at Knebworth England 1980 (2002)          | The Beach Boys        |                 |      |
| "You Still Believe in Me"                                                                  | Brian Wilson Tony Asher                                                               | 1972–1973                                         | The Beach Boys In Concert (1973)                            | The Beach Boys        |                 |      |
| "You're So Good To Me"                                                                     | Brian Wilson Mike Love                                                                | 25 de outubro de 1966 Paris, França               | Made in California (2013)                                   | The Beach Boys        |                 |      |